# História de Brumado
A história de Brumado, município brasileiro no interior do Estado da Bahia, começou no século XVIII, quando já se encontrava por ali o descendente de espanhóis capitão Francisco de Souza Meira, vindo da Capitania de Minas Gerais. Em 1749, o padre André Antunes da Maia herda de seu pai, João Antunes Moreira, foreiro de Antônio Guedes de Brito, uma fazenda denominada "Campo Seco", posteriormente vendendo a mesma em 30 de Junho de 1749, a José de Souza Meira — segundo o que consta da escritura lavrada por um tabelião da vila Nova de Nossa Senhora do Livramento do Rio de Contas, atual cidade de Rio de Contas, território ao qual pertencia a fazenda. Assim como toda a região do alto sertão baiano, parte da chapada Diamantina e boa parte do norte de Minas Gerais pertenceu à sesmaria do antigo latifundiário Guedes de Brito.

A história de que, em 1813, Francisco de Souza Meira e sua tropa vieram do atual município de Livramento de Nossa Senhora, atravessando o rio Brumado, (anteriormente chamado de rio de Contas Pequeno), adentrando ao território então ocupado por índios tupinambás ferozes, atingindo a foz do rio do Antônio, entrando em conflito com os índios, sendo estes derrotados, depois dando o nome de "Conquista" ao lugar, não tem crédito nos livros de história referente à região. De acordo com o pesquisador Cláudio Campacci, em seu livro Os sobrenomes mais comuns do Brasil, Francisco de Souza Meira veio do arraial de Santo Antônio da Manga, atual cidade de São Romão, Minas Gerais, sendo sua família de origem espanhola radicada no Brasil. Sendo assim, Francisco de Souza Meira é descendente do espanhol Baltazar de Meira e de um de seus dois filhos que por volta de 1690 e 1700 chegaram ao Brasil, um, depois o outro. Em 1956, Licurgo Santos Filho, em seu livro Uma Comunidade Rural do Brasil Antigo (Aspectos da Vida Patriarcal no Sertão da Bahia nos Séculos XVIII e XIX), confirmou nos seus relatos sobre a história de Brumado, a compra da fazenda por Miguel Lourenço de Almeida e citou um artigo da revista Bahia Rural, de Janeiro de 1953.
Nos documentos antigos da família Canguçu do século XVIII, nada consta sobre alguma aventura de Souza Meira realizada nas antigas terras que futuramente se tornariam Brumado. Francisco é apontado como primo do capitão Antônio Pinheiro Pinto (do clã da família Canguçu) e citado em várias anotações de compra, venda e empréstimos desta família, como era também citado seu filho Antônio de Souza Meira que foi casado com Zeferina Maria de Santo Antônio, filha de Antônio Pinheiro Pinto. Uma dessas notas é datada de 1800, isso quer dizer que Francisco já era homem feito nesta referida data e que já se encontrara por ali bem antes de 1813 — data apontada em sites oficiais (IBGE e Prefeitura de Brumado) como a suposta chegada dele. Em junho de 2020, a prefeitura eliminou da sua versão, o relato de uma data referente ao ano da suposta chegada de Francisco. Sabe-se que Francisco de Souza Meira era primo de Antônio Pinheiro Pinto, segundo senhor do Sobrado do Brejo e que ele, de fato, foi apontado como dono de metade da então conhecida serra das Éguas em 1814. Naquele ano, as terras da fazenda Bom Jesus foram divididas entre sua viúva e seus onze filhos. Pelos relatos  históricos, Francisco é brasileiro, nascido em Minas Gerais, antigo habitante do arraial de Santo Antônio da Manga, atual cidade de São Romão. 
Francisco morreu na fazenda Bom Jesus dos Meiras em 1814, conforme consta nos documentos do seu inventário. Sua esposa Ana Xavier morreu em 1843, também em Bom Jesus. A outra metade da antiga serra das Éguas pertencia a Lourenço de Almeida, um familiar do Santo Ofício. Na verdade, a serra não tinha este nome, mas ficou conhecida assim pelos populares, pela fama de se criar por lá muitos cavalos e éguas que eram comercializados por Lourenço de Almeida e seu genro, Antônio Pinheiro Pinto, e os demais donos da localidade, que herdaram as terras. No entanto, as terras as quais pertenciam a Francisco localizavam-se onde é hoje a sede de Brumado, a aproximadamente dez quilômetros da antiga fazenda Campo Seco. Pode-se então concluir, que as primeiras pessoas a povoarem a atual sede do município de Brumado foram Francisco de Souza Meira e seus descendentes. Por este motivo, Brumado foi outrora denominado de "Bom Jesus dos Meiras". Por outro lado, conclui-se que Miguel Lourenço de Almeida e sua família foram os primeiros habitantes da fazenda Campo Seco e que esta era antes propriedade de José de Souza Meira. Assim começou o povoamento do município que conhecemos hoje como Brumado.

## Início da colonização

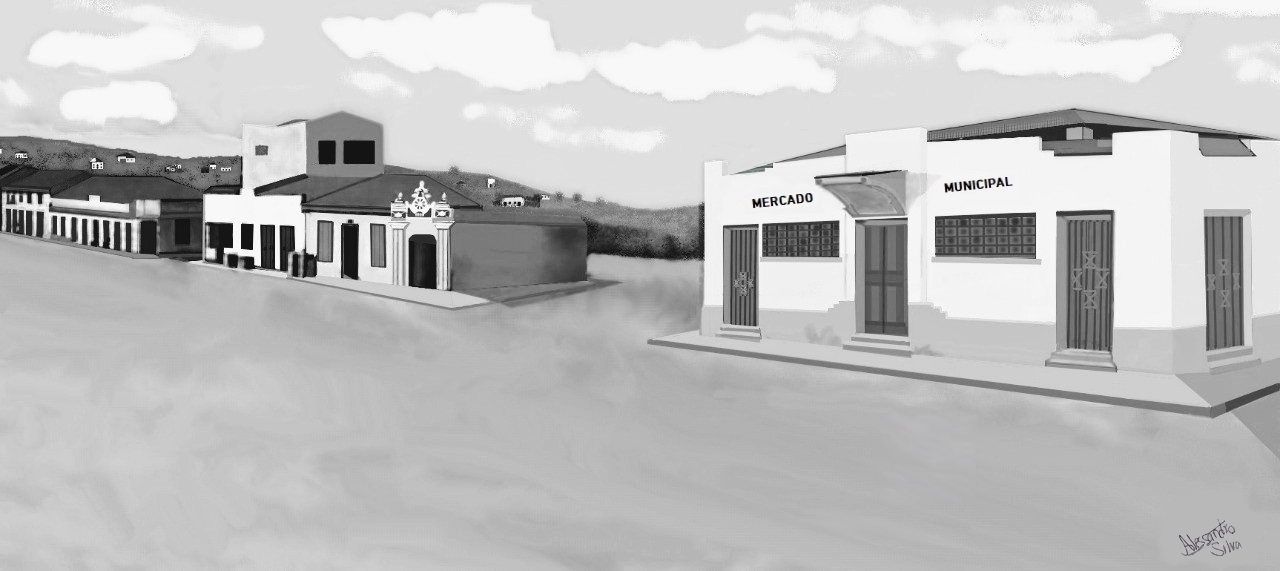
Antiga praça Armindo Azevedo, entre 1920 e 1950. À direita, o antigo Mercado municipal. A montanha ao fundo é o território do atual bairro São Félix

Brumado começou a ser colonizado no século XVIII, quando chegou por ali Francisco de Souza Meira, tendo edificado as primeiras residências na localidade que passou a denominar-se oficialmente como "freguesia de Bom Jesus dos Meiras" em 1869 e pertencia ao município de Caetité. O centro da cidade de Brumado, território onde se edificou as primeiras casas da sede, localiza-se a cerca de dez quilômetros da antiga fazenda Campo Seco, comprada por Lourenço de Almeida em 1755 das mãos de José de Souza Meira. No inventariado do capitão Estêvão Pinheiro de Azevedo, elaborado em 1759, consta o nome de uma fazenda denominada "Serra do Campo Seco", que ficava entre as fazendas Campo Seco e Bom Jesus, a qual pertencia ao autor do inventariado. Antes da fazenda ser vendida a José de Souza Meira, Estêvão era arrendatário de parte das terras. Esta também passou a pertencer a Lourenço de Almeida. Assim que morreu, Lourenço deixou as terras para sua viúva, Ana Francisca da Silva. Ana Francisca era natural da freguesia do Urubu, atual cidade de Paratinga. Morreu em 1839. No seu inventariado, ela declarou, na fazenda Serra das Éguas, uma posse de terras medindo dez léguas quadradas, o equivalente a 48,2 quilômetros quadrados de terras. Porções de terras da fazenda Serra das Éguas foram adquiridas por várias outras famílias, além de José de Souza Meira, Lourenço e seus descendentes. Sem datas definidas, simultaneamente ou em épocas diferentes, tomaram posse: Alcântara Vieira, Cunha Romaldes, Silva Barros, Silva Mirante, além do padre Marciano José da Silva Rocha, que foi procurador da capela do Bom Jesus. Essas pessoas tomaram posse apenas de pequenas parcelas, não da fazenda por inteiro.
Na história, duas pessoas aparecem com o nome José de Souza Meira, este nome é citado em dois acontecimentos importantes, o primeiro é quando um dos josés vende a fazenda Campo Seco para Lourenço de Almeida, em 1755. Este primeiro José de Souza Meira comprou a fazenda em 1749, como já descrito, e passou a morar ali com sua esposa Micaela Santos de Jesus, morta em 1754. Depois, um segundo José de Souza Meira é citado em 1845 em um inventário, que seria dele mesmo, e trata de uma parcela de terra que este herdara do seu tio e sogro, o capitão Francisco de Souza Meira. O José de Souza Meira que vendeu parte da fazenda Campo Seco para Lourenço de Almeida em 1745 é o pai de Francisco de Souza Meira, aquele que levaria o mérito pela fundação de Bom Jesus dos Meiras, e o José que aparece no inventariado de 1845 é sobrinho e genro de Francisco de Souza Meira. Foi de fato os Meiras, os primeiros a edificarem casas em Bom Jesus, assim como os Canguçus, juntamente com Lourenço de Almeida, construíram as primeiras residências no Campo Seco.

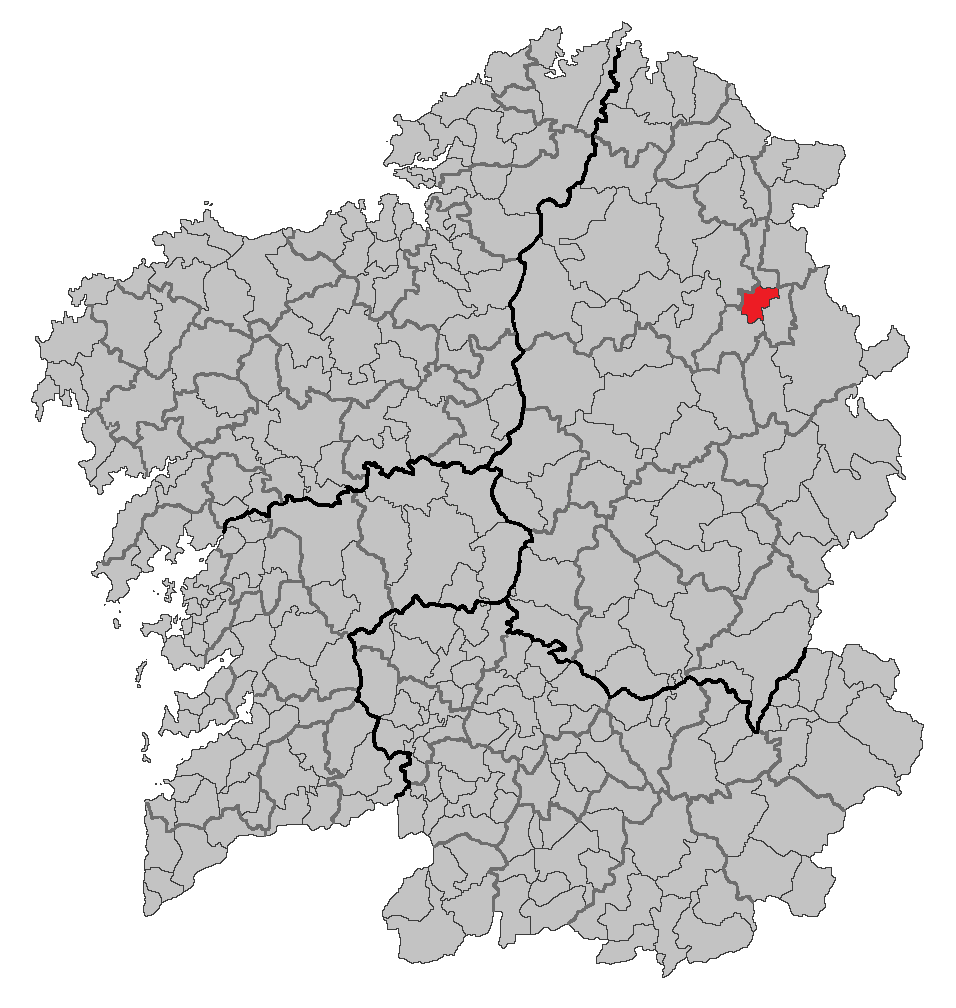
O destaque em vermelho, localização da antiga vila Meira, hoje município de Meira, Espanha

### Origem das famílias e dos sobrenomes Canguçu e Meira e morte dos seus clãs
O sobrenome Meira tem origem puramente toponímica, inspirado na vila Meira, da diocese de Tui, na Galiza, Espanha. O primeiro Meira foi Rodrigo Afonso de Meira. Os descendentes dos Meiras do Brasil são de Baltazar de Meira, pelos seus dois filhos: Marcos de Meira e Luiz de Meira, que chegaram à Minas Gerais, ao arraial de Serro Frio, atual cidade de Serro. Ainda eram crianças quando chegaram. Assim se deu origem aos Meiras, primeiro em Minas Gerais, depois na Região Nordeste e, consequentemente, na Bahia e, finalmente, Brumado, onde chegou Francisco de Souza Meira, fundando, então, a "fazenda Bom Jesus dos Meiras". 
Como já descrito, foi em 1755 que a fazenda Campo Seco — e não a fazenda Bom Jesus dos Meiras — foi comprada pelo português Miguel Lourenço de Almeida, tendo assim, de fato, dado início ao povoamento nesta parte especifica, onde até então era apenas mata. Ainda hoje, parte da antiga fazenda conserva o nome antigo de "Campo Seco" e fica na parte rural do município de Brumado.
De acordo com os relatos de Licurgo Santos Filho, no seu livro Uma Comunidade Rural do Brasil Antigo, tanto a antiga fazenda Campo Seco como também a antiga localidade denominada de Bom Jesus, pertenciam, há muito tempo, a Antônio Guedes de Brito, morto em 1694. Não há relatos de como Francisco de Souza Meira tomou posse de uma localidade distante dez quilômetros da fazenda Campo Seco. Certo é que não foi por nenhuma "aventura épica", como é relatado por alguns leigos. Ele veio de Minas Gerais para ali fundar a fazenda Bom Jesus dos Meiras. A partir de 1749, a outra fazenda, a Campo Seco, passou a pertencer a João Antunes Moreira, depois, a seu filho, o padre André Antunes da Maia, que vendeu-a para José de Souza Meira. Em 1759, uma porção de terra que ficava entre Campo Seco e Bom Jesus pertencia ao capitão Estevão Pinheiro de Azevedo. 
José de Souza Meira foi dono da fazenda Campo Seco por pouco tempo. Aqui não se pode confundir sobre as localidades, pois como já descrito, os Meiras moravam a cerca de dez quilômetros da fazenda Campo Seco e nunca tinham sido donos desta, antes que José de Souza Meira a comprasse. Fato é que José vendeu a Fazenda Campo Seco para Lourenço de Almeida. Este foi uma das figuras principais da povoação de Brumado, considerado o primeiro senhor da fazenda Campo Seco, visto que sua filha casou-se com Antônio Pinheiro Pinto, da família Canguçu. As duas localidades — Bom Jesus e fazenda Campo Seco — foram fundidas através do enlace matrimonial entre Inocêncio Canguçu e Prudência Rosa de Santa Edwiges, filha de Francisco de Souza Meira. Estas duas famílias, Canguçu e Meira, são consideradas centrais no povoamento do município.
Miguel Lourenço de Almeida, casado com Ana Francisca da Silva, realizou os casamentos de três filhas suas com três irmãos da família Pinheiro Pinto, sendo: Antônio, Joaquim e José Pinheiro Pinto. Eram descendentes de portugueses radicados em Caetité, gente de origem modesta da pequena burguesia, como o próprio Lourenço de Almeida, porém sendo este último natural de "Camarõens", freguesia de São Pedro, no concelho de Sintra, distrito de Lisboa, onde nasceu, em 1708. 

Em destaque vermelho, Antigo concelho de Sintra, hoje, vila de Sintra, em Portugal

Lourenço de Almeida vendia e comprava territórios e gado equino, desde o atual município de Rio de Contas, que era rota dos garimpeiros que exploravam ouro na região. O capitão Antônio Pinheiro Pinto sucedeu seu sogro, após a morte deste em 1785. Antônio era também homem de muitas posses e expandiu o território da fazenda Campo Seco, adquirindo outras fazendas: Pedra Branca, Jardim, Santa Rosa e Santa Rita, além de outras. É importante frisar que a fazenda campo seco não se restringia a apenas à serra das Éguas — a qual tem dez quilômetros de largura e dezoito de comprimento, atingindo 1 100 metros de altura, desde o nível do mar —, mas abrangia também as atuais localidades de Ubiraçaba, Itaquaraí, Cristalândia (todos distritos de Brumado) e a atual Cidade de Malhada de Pedras, distante 30 quilômetros da sede (Brumado). 
Naquela época, Malhada de Pedras era chamada pelos Canguçus de "Malhada das Pedras". A palavra "malhada" era, e ainda é, utilizada por alguns sertanejos, para indicar a região onde o gado bovino se reúne para descansar, ou para ruminar à sombra das árvores. Era nessa localidade que o gado era separado para "ferração" e descanso, quando estes eram transferidos de uma fazenda para outra, quando vendidos. Lourenço de Almeida não criava bovinos, gostava de se dedicar à criação de cavalos e éguas e seus híbridos. Por isso mesmo que a fazenda ficou conhecida também como Serra das Éguas e algumas vezes chamada, no passado, de Serra das Bestas, o que deu origem ao nome da atual serra das Éguas, que a partir de 1940, colocaria Brumado em destaque no Brasil e no mundo pela quantidade considerável de magnesita e talco nela contidos. Antônio Pinheiro Pinto criava gado de todos os tipos: bovinos, equinos, ovinos e caprinos. Se dedicava também à lavoura de cana-de-açúcar, algodão, mandioca, milho, feijão e arroz; estes quatro últimos eram apenas para consumo próprio. Exportava algodão e couro de gado, também vendia pela vizinhança. Criava e vendia também galinhas e rapaduras fabricadas na sua propriedade. 
Mantinha também um armarinho onde vendia tecidos e produtos do gênero. Em 1803 e alguns anos seguintes, houve uma severa estiagem no alto sertão da Bahia, resultando em perda de parte das lavouras e do gado, consequentemente culminando com o colapso na exportação em 1808, ano da invasão de território pelas forças de Napoleão Bonaparte, e da fuga da família real portuguesa para o Brasil. Esse fato veio acompanhado do bloqueio continental europeu, causando declínio na economia mundial. Com a queda dos preços das exportações, sobretudo do algodão, acompanhada da seca, que só veio a amenizar em 1808, fez com que o período entre 1802 e 1808, fosse de perdas e prejuízos nas fazendas Campo Seco e Bom Jesus, assim como também em toda a região do alto sertão da Bahia. No Campo Seco, o algodão foi armazenado em grande quantidade nos depósitos da fazenda. Durante todo este período, não houve registro de vendas anotados nos livros da família.
As primeiras edificações na fazenda Campo Seco foram as residências de Antônio Pinheiro Pinto. Embora seu primo Antônio Francisco de Souza Meira e sua família já estivessem estabelecidos no antigo povoado de Bom Jesus e certamente moravam em casas de alvenaria, há relatos de que em suas propriedades existiam casas de palha. Não se tem detalhes sobre as localizações exatas de suas moradias. A residência de Pinheiro Pinto ficava em uma parte da fazenda que se chamava "Brejo". Nela moravam seu sogro, Miguel Lourenço de Almeida e sua filha; a esposa de Pinheiro Pinto e os demais parentes. Pinheiro pinto viveu ali durante boa parte de sua vida até o término da construção do Sobrado do Brejo em 1812. Mudaram-se, mais tarde, todos para a nova casa, a qual seria residência dos canguçus por três gerações. Depois da Morte de Antônio Pinto em 9 de novembro de 1822, dois meses após a Independência do Brasil, a fazenda passou a pertencer a seu filho, Inocêncio Pinheiro Pinto, que adotou como terceiro nome "Canguçu", a partir de 1830, substituído de "Pinto": Inocêncio Pinheiro Canguçu. A alegação para a mudança do sobrenome se deu por motivos nativistas, quando várias famílias ricas da época tomaram aversão à Coroa Portuguesa pelas excessivas interferências no recém independente país. 
O termo "canguçu" foi inspirado em uma espécie de onça-pintada, presente nas matas daquela região na época. Inocêncio foi casado com Prudência Rosa de Santa Edwiges, filha de Francisco de Souza Meira, morta em 1848. Inocêncio morreu em Minas Gerais, no arraial de São Miguel, em setembro de 1861, aos 66 anos, viúvo de sua esposa Prudência, deixando a fazenda Campo Seco para seu filho mais velho, Exupério Pinheiro Canguçu. Este continuou a prosperar. Criou gados, cultivou lavouras, foi sócio de empresas e fundou uma siderúrgica. Nasceu em 24 de setembro de 1820, em Bom Jesus dos Meiras e morreu (pobre) em 8 de fevereiro de 1900, também em Bom Jesus dos Meiras. Embora se atribua o crédito ao capitão Francisco de Souza Meira pelo desbravamento, no início da colonização de Brumado, poucos registros há sobre ele e sua família; aparece muito pouco no desenrolar da história de Brumado. Ele era mineiro da cidade de São Romão, descendente de espanhóis que chegaram ao Brasil no final do século XVII e início do século XVIII, como já informado. 
Pesquisadores indicam que Francisco de Souza Meira morreu em 1814, em Bom Jesus dos Meiras. Os sites oficiais da prefeitura e da câmara municipal divergem em alguns detalhes, por exemplo, o site da prefeitura passa-nos a informação de que Miguel Lourenço de Almeida chegou antes do capitão Francisco de Souza Meira (esse relato foi apagado em junho de 2020). Essa afirmação não é de todo verdade, mas também não é de todo mentira. Isso porque Lourenço de Almeida tomou posse da fazenda Campo Seco em 1755, mas Francisco tomou posse de outra localidade próxima, porém, não fazendo parte da fazenda Campo Seco. Como a sede do município é formada por essas duas localidades, faz-se a confusão. Certo é que um tal José de Souza Meira adquiriu a fazenda Campo Seco antes de Lourenço, mas não chegou a povoá-la. Como já descrito, os Meiras mantinham residências apenas em Bom Jesus; mas não se relata a data exata da chegada de Francisco na localidade. Segundo o site da prefeitura de Brumado e o site do Instituto Brasileiro de Geografia e Estatística (IBGE), ele teria chegado em 1813, mas isso não procede, pois é fato, segundo Licurgo Santos Filho, que Francisco de Souza Meira já era um homem de negócios já radicado no povoado de Bom Jesus antes mesmo de 1800 e fazia negócios com seu primo Antônio Pinheiro Pinto. 
Resumidamente, a narrativa real deixa-nos entender que Miguel Lourenço de Almeida vivia, de alguma forma, em proximidade com Francisco de Souza Meira e sua parentela, pois comprou a fazenda Campo Seco das mãos de José de Souza Meira em 1755. Sabe-se, entretanto, que Francisco tomou posse de uma fazenda próxima à fazenda Campo Seco, mas não se sabe a data deste acontecimento. Então, sendo assim, não se pode, definitivamente, afirmar que Francisco de Souza Meira tenha chegado em 1813. Além disso, outro fato histórico que refuta essa afirmação é o início da construção do Sobrado do Brejo em 1808, concluído em 1812, ou seja, um ano antes da suposta chegada de Francisco. A prova mais concreta de que Francisco de Souza Meira não chegou a Brumado em 1813 é que seu inventário foi elaborado em 1814, declarando sua esposa, Ana Xavier da Silva como viúva. Neste mesmo ano, foram partilhadas a fazenda Bom Jesus e uma parte da serra das Éguas, que pertencia a ele, entre seus filhos e à sua viúva.

### Origem do território
Tanto a fazenda Campo Seco, como a fazenda Bom Jesus, eram integradas à vila do Rio de Contas e pertenciam ao latifundiário Antônio Guedes de Brito, que possuía uma sesmaria na margem direita do rio São Francisco, que abrangia boa parte da Capitania da Bahia e da Capitania de Minas Gerais, de Morro do Chapéu na Bahia até às nascentes do rio das Velhas em Minas Gerais. Após descoberta de minas auríferas nas cabeceiras do rio das Velhas em Minas Gerais e do Itapicuru, de Contas e do Paramirim, na Bahia, muitos demandantes de áreas de mineração partiram para os referidos lugares reivindicando e questionando o direito de propriedades dessas terras por parte dos herdeiros e sucessores de Antônio Guedes de Brito. Esses aventureiros alegavam que as terras eram pouco exploradas pelos herdeiros e que estes não tinham títulos de sesmaria. Essas terras, boa parte delas, foram repassadas sem as documentações necessárias para herdeiros e sucessores de Guedes de Brito. Partindo das argumentações dos mineradores, o estímulo para povoar essas grandes porções de terras em áreas de mineração foi ampliado, o que gerou muitos combates entre brancos e índios, causando o desaparecimento dos nativos, que fugiam ou morriam nas lutas contra os recém-chegados. 
Portanto, as terras as quais Francisco tomou posse podem ter sido conquistadas pelos mesmos argumentos, embora isso não seja confirmado. Francisco de Souza Meira vivia, de fato, nas redondezas da fazenda de seu primo Antônio Pinheiro Pinto e de Lourenço de Almeida, cuja propriedade também fora de Guedes de Brito. Antônio de Souza Meira, filho de Francisco de Souza Meira, casou-se com Zeferina Maria de Santo Antônio, filha de Antônio Pinheiro Pinto, ao passo que Inocêncio Canguçu, filho de Antônio Pinheiro Pinto, casou-se com Prudência Rosa de Santa Edwiges, filha de Francisco de Souza Meira. Embora as informações contrárias sejam provenientes de fontes oficiais, obrigatoriamente, seria mais aceitável, à luz do que é relatado nos documentos oficiais dos Canguçus, a versão realística de Licurgo Santos Filho e de vários outros pesquisadores que serviram como base de pesquisa para este artigo, cujas fontes encontram-se no rodapé desta página. Analisando todo o contexto, há que se concluir que os brumadenses e as pessoas interessadas na história de Brumado (quem não leu os relatos de Licurgo Santos Filho), a partir de 1956, ano do lançamento do livro Uma Comunidade Rural do Brasil Antigo, estão enganados.

## Evolução do povoado

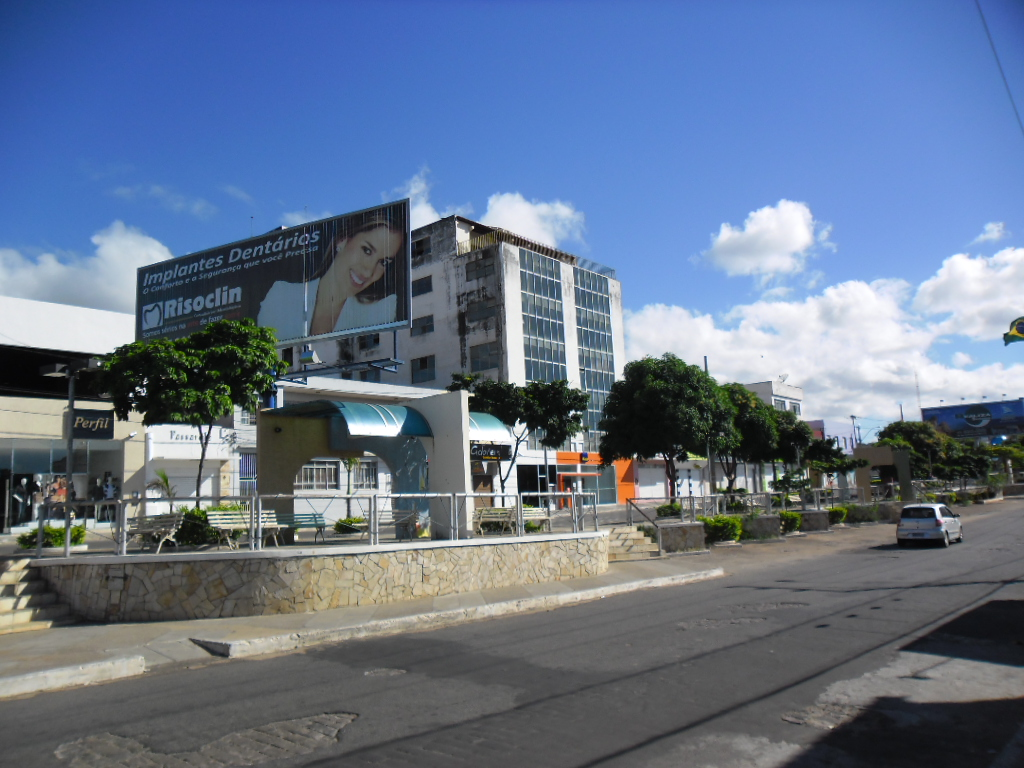
Praça Armindo Azevedo, antiga praça Coronel Santos, no centro da cidade, onde tudo começou

A fazenda Bom Jesus dos Meiras pertencia à Nossa Senhora do Livramento das Minas do Rio de Contas (atual município de Rio de Contas), segundo registros antigos datados de 1700 para frente. Na versão da história de Brumado, no site da prefeitura, o topônimo da vila a qual Bom Jesus dos Meiras pertencia, é grafado erroneamente como "Livramento do Brumado das Minas do Rio das Contas". Este topônimo é inexistente. Após estabelecida a vila de Caetité, em 1810, Bom Jesus dos Meiras passou a pertencer a esta, sendo elevado à categoria de freguesia, em cumprimento ao decreto-lei provincial nº 1 091, de 19 de junho de 1869, elaborado pelo Vice-Presidente da Bahia, Antônio Ladislau de Figueiredo Rocha. Em 11 de junho de 1877, Bom Jesus dos Meiras emancipou-se de Caetité por força da lei provincial nº 1 756, sendo elevado à vila. O projeto da reivindicação para o estatuto de vila foi do deputado da Província da Bahia, Marcolino Moura.
Tratando da evolução do povoado, ressalta-se a importância da junção das famílias que se uniram através de enlaces matrimoniais: A família Pinto (de Antônio Pinheiro Pinto), que se tornaria Canguçu em 1830, a família Meira (de Francisco de Souza Meira) e a Família Almeida (de Miguel Lourenço de Almeida). Sobre esta última, apenas Miguel Lourenço de Almeida ganha destaque, pouco se sabe sobre os outros membros dos Almeidas, que através do casamento, estabeleceu-se ali os três irmãos na fazenda Campo Seco: Antônio, Joaquim e José Pinheiro Pinto. Antônio Pinheiro Pinto Canguçu casou-se com Bibiana Maria de Jesus e posteriormente sucedeu a seu sogro à frente da fazenda Campo Seco.
Embora boa parte da riqueza do território brumadense estivesse concentrada entre apenas duas famílias, sobretudo a Canguçu, a parte que mais se desenvolveu, e continua sendo assim, foi a parcela que pertencia aos Meiras. Esta configurando a sede da vila Bom Jesus dos Meiras, depois Brumado que se desenvolveu e cresceu, ao passo que a parcela da antiga Campo Seco (boa parte dela) continua como zona rural, exceto pela Vila Presidente Vargas, onde também se localiza o primeiro condomínio fechado a ser construído em Brumado pela Magnesita Limitada, a Vila Catiboaba. Essas localidades pouco cresceram de 1940 para cá.
Não há detalhes sobre as primeiras residências de Francisco de Souza Meira, apenas que fixou moradia na fazenda Bom Jesus, e que algumas das casas da fazenda eram de palhas. Sobre as de Lourenço de Almeida e Antônio Pinto, sabe-se que a casa de Antônio ficava no lugar denominado de "Brejo", conhecido hoje como condomínio Vila Catiboaba. Já a construção da segunda residência dos Pintos, o Sobrado do Brejo, foi construída entre 1808 e 1812. Após seu término, Antônio Pinheiro Pinto, juntamente com Lourenço de Almeida e suas famílias, se mudaram para a dita edificação. Na época em que Exupério Canguçu residia no Sobrado do Brejo, foi construída uma residência em um local denominado de "fazenda Condado", esta edificação, além das terras que eram da família, foram tudo que restaram da parte física da história dos Canguçus de Brumado. O capitão Antônio pinheiro Pinto, precavido, deixou espaço em sua nova residência, o sobrado, para que lhe servisse como armazém, onde guardava alguns produtos que comercializava. Foi um dos maiores comerciantes que viveu no sertão da Bahia. Inocêncio Pinheiro Canguçu, que sucedeu ao pai Antônio, após a morte deste, em novembro de 1822, adquiriu outras fazendas nas imediações da fazenda Campo Seco, como Pedra Branca e Santa Rita (herdadas dos pais); o sítio da Massaranduba e o sítio do Periperi, situado a uns dez quilômetros do Brejo; nesta localidade foram construídas algumas casas em 1823 por iniciativa do próprio Inocêncio. 
Depois da morte de Inocêncio, assumiu Exupério Pinheiro Canguçu, que construiu duas casas em Bom Jesus para seu descanso, quando vinha ao pequeno povoado. Exupério distribuiu lotes para que outras pessoas também construíssem suas moradias, inclusive para pessoas que vinham de outras regiões. Fez também muitas doações aos órgãos públicos. Certamente, as ações de Exupério contribuíram para o início do desenvolvimento do povoado. Uma das principais avenidas da cidade recebe o nome de Exupéro: Avenida Exupério Pinheiro Canguçu, que dá acesso às cidades de Livramento de Nossa Senhora, Rio de Contas e toda a chapada Diamantina. Foi também Exupério que construiu a primeira fábrica de Brumado, nas imediações do Sobrado do Brejo, onde eram fabricadas ferramentas agrícolas, de construção civil e utensílios domésticos. Criou gado e cultivou lavouras. Exupério foi casado com sua prima-irmã, Umbelina Barbara Meira, filha de seus tios Antônio de Souza Meira e Zeferina Maria de Santo Antônio. É considerado uma das figuras mais importantes na história de Brumado, visto que se tornou homem culto, de muitas propriedades, capitão da guarda nacional lotado em Caetité. Entendia muito bem os idiomas latim e francês, dominando também o inglês. Seria mais tarde o primeiro intendente de Brumado. Nasceu em 24 de setembro de 1820 e faleceu em 8 de fevereiro de 1900, na antiga vila de Bom Jesus dos Meiras (Brumado).
Personalidades antigas e essenciais para o desenvolvimento de Brumado está também o padre José Dias Ribeiro da Silva, que notando a expansão da cidade para o outro lado do rio do Antônio, mandou construir a antiga ponte do Padre feita de madeira e liga de argamassa com cal, que conectava o bairro Jardim de Alá (que na época era parte do Bairro São Félix) ao centro da cidade. A ponte hoje está praticamente em desuso, depois da construção de mais duas pontes ligando o bairro vizinho, o São Félix ao Centro. José Dias foi um português natural do distrito de Braga, no Concelho de Guimarães, na freguesia de Longos, onde aí nasceu. Fugindo da perseguição aos membros da Igreja Católica em Portugal, passou pela Espanha, veio para o Rio de Janeiro, depois Salvador, vindo radicar-se em Bom Jesus dos Meiras. Foi pároco da igreja do Senhor do Bonfim (hoje Matriz), assumindo cargo em 1912. José Dias não só exerceu o sacerdócio em Bom Jesus dos Meiras, mas também construiu uma fábrica de vinho, cachaça e cerveja, comercializando-as pela região. Essas bebidas eram fabricadas com produtos de suas próprias lavouras, cultivadas em suas terras. O padre adquiriu fazendas: Franga, Santa Luzia e Serra, onde cultivava café. Adquiriu muitas casas e mandou construir sua moradia do lado esquerdo da igreja. Esta casa viria a ser, por volta de 1940, escritório da empresa Magnesita Limitada, passando a ser propriedade de muitos moradores locais até ser comprada pelo Banco do Brasil, onde até hoje funciona uma de suas agências. José Dias foi prefeito de Brumado de 1930 a 1933 e 1934 até 31 de dezembro de 1938, mas não chegou a completar o mandato, falecendo em 13 de dezembro de 1937, assumindo o cargo depois dele Marcolino Rizério. Foi também durante a gestão de José Dias que foi instalada em Brumado a primeira usina de beneficiamento de algodão.
Outra personalidade importante para a formação dos moldes culturais, políticos e religiosos em Brumado foi Albertino Marques Barreto, fundador do primeiro centro espírita, que se tem registro em Brumado, onde também era o ambulatório espírita. Ele veio inicialmente para trabalhar como maquinista na ferrovia Viação Férrea Federal Leste Brasileiro (VFFLB) e depois na Magnesita S.A. e juntamente com um grupo de "confrades", fundaram o Centro Espírita Fraternidade (CEF) em 1924. Albertino foi também um dos fundadores do sindicato dos Trabalhadores Rurais de Brumado. Idealizou um projeto que tinha como princípio básico "tirar o homem da ignorância". Dominava o espanhol. Foi vereador em Brumado entre 1965 a 1971. Foi um dos representantes da Liga Brumadense de Futebol. Nasceu nas fronteiras entre Bolívia e Paraguai por volta de 1900.
Apesar da história dar muito mais ênfase aos representantes Canguçus do que aos representantes dos Meiras (isso por que há onde se pesquisar as informações conservadas pela família Canguçu), fato é que os Meiras também tiveram importantes representantes depois de Francisco de Souza Meira, como o tenente-coronel, Tibério Meira, que dá nome a atual avenida Tibério Meira, acesso principal à capital do estado, Salvador; Lupério de Souza Meira, intendente em 1884 e 1885; também Mário Meira, o primeiro médico a atuar na cidade.

## Primórdios da economia
Os primeiros habitantes do território o qual se tornou Brumado (Francisco de Souza Meira, Miguel Lourenço de Almeida e a família Canguçu) eram grandes criadores de gado (bois, cabras, ovelhas e cavalos, além de porcos) e cultivadores de lavouras, como milho, feijão, mandioca, arroz e algodão, sendo o último a principal delas. Eram criados ali muitos cavalos para a comercialização desde os primórdios, e por isso mesmo foi que o local recebeu nome de serra das Éguas. Os membros da família canguçu, inclusive, exportavam gado vivo e seus derivados (couro), algodão em pluma ou em caroço, e detalhava todas as transações em documentos. De fato, a cultura do algodão foi passada para as gerações futuras e até a década de 1980, ainda era o principal produto da agricultura em Brumado, acompanhada da mineração, que, ainda hoje, se destaca na exploração de magnesita e talco.
Exupério Pinheiro Canguçu, quarto e último senhor do Sobrado do Brejo, não foi apenas criador de gado e cultivador de lavouras, foi também o fundador da primeira fábrica de Brumado, situada na serra das Éguas, construída em 1868. Era uma fábrica de produtos de ferro, como utensílios domésticos, rodas para carros de bois, ferraduras, pregos, enxadas, foices, facões, machados e alguns produtos para construção civil, utilizados nas edificações da cidade. Ainda hoje se encontra em algumas edificações produtos da fábrica de Exupério, que foi o pioneiro da indústria siderúrgica em sua província. O ferro era explorado em sua própria mina, em sua fazenda, mal sabendo ele sobre o potencial que tinha sob seus pés. A fábrica foi fechada por volta de 1890, pois Exupério não contou com a ajuda de seu filho, que formara em Engenharia civil, no Rio de Janeiro. Este preferiu trabalhar em uma estrada de ferro, que estava começando a ser construída. O próprio avô de Exupério, Antônio Pinheiro Pinto, comercializou muitas arrobas de talco, na época, conhecida como pedra-giz. Como quase todas as regiões localizadas próximas à chapada Diamantina tiveram seus povoamentos iniciados pela cobiça pelo ouro e pelas pedras preciosas, há relatos de que nos anos de 1912 e 1942 (30 anos) foram exploradas esmeraldas na região do sítio Pirajá, nas imediações do Sobrado do Brejo.
Parte das terras que outrora pertencera à família Canguçu se tornaria mais tarde o local de instalação da empresa de mineração Magnesita Limitada (fundada em 1940); e em uma outra parte, que muito tempo antes pertencera aos Meiras, foram adquiridas pelas empresas IBAR Nordeste, (1942) e Xilolite S.A., (1974).

## Emancipação

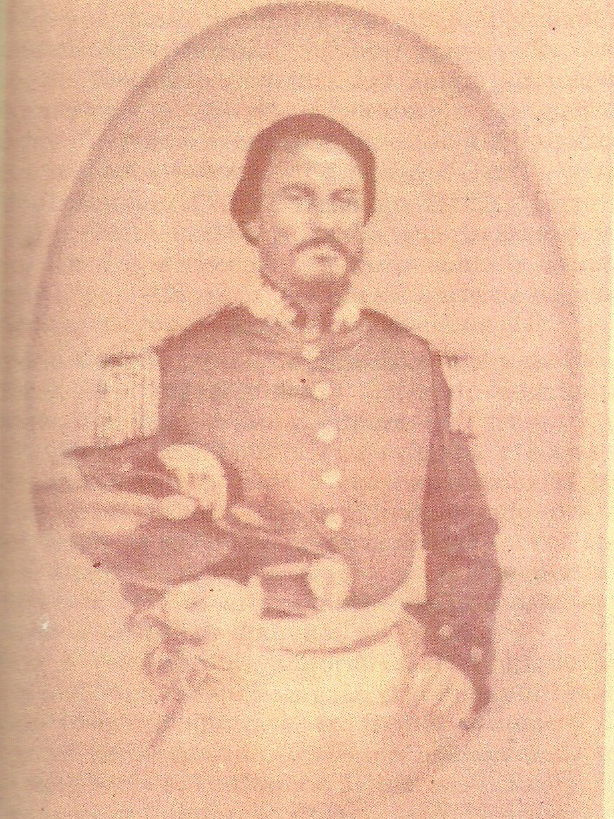
Exupério Pinheiro Canguçu, primeiro intendente de Brumado

Brumado pertenceu à Caetité até 11 de junho de 1877, quando foi elevado à categoria de vila, denominada "vila Bom Jesus dos Meiras", em cumprimento da lei provincial nº1 756. Nesta época, Bom Jesus dos Meiras era composto por dois distritos: a sede e Gameleira dos Machados, que mais tarde teve o nome mudado para São Pedro, hoje, Aracatu. A lei que possibilitou a anexação de Gameleira dos Machados à vila Bom Jesus dos Meiras foi a lei municipal de número 9, de 19 de agosto de 1919. Em 1930, foi criada a Comarca de Bom Jesus dos Meiras. O primeiro juiz foi Duarte Barreto de Aragão Moniz. Ele tomou posse em 16 de junho de 1945. Bom Jesus dos Meiras teve seu nome mudado para Brumado em 1932, em cumprimento do decreto estadual nº  7 455, de 23 de junho do mesmo ano, e pelo decreto estadual nº 7 479, de 8 de agosto do mesmo ano. Naquela época, o intendente era Marcolino Rizério de Moura.

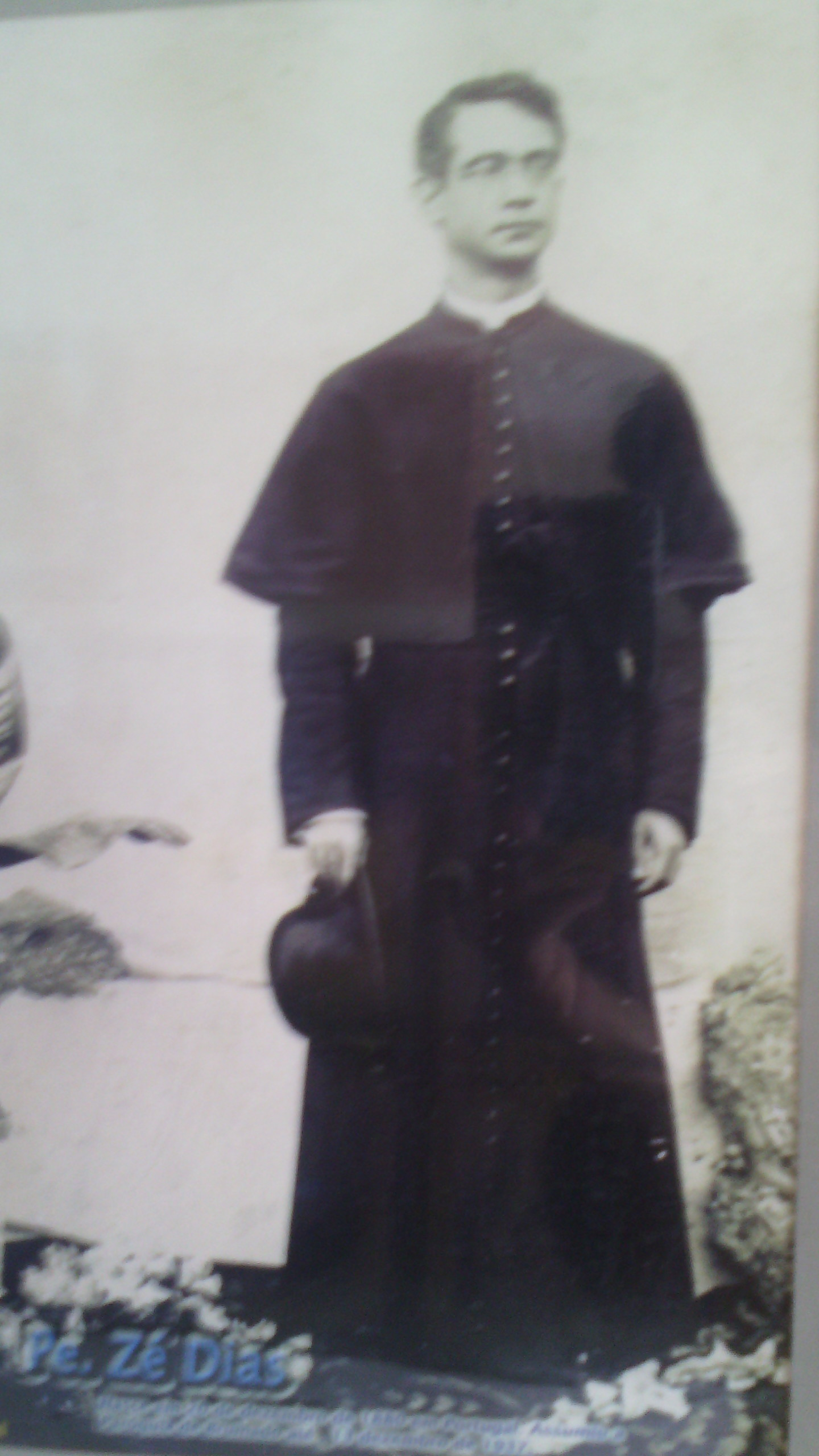
Padre José Dias da Silva, primeiro chefe do executivo brumadense após o fim da intendência

 Visto que as famílias Canguçu e Meira, como também seus membros posteriores, tiveram importância tanto financeira como também políticas na sociedade baiana, e por seus membros posteriores da década de 1930 não terem apoiado a revolução, foram estes perseguidos (mesmo isso sendo uma provável suposição), tendo como primeira ação, a mudança do nome de Bom Jesus dos Meiras para Brumado.
A mudança do nome e sua etimologia
Segundo Teodoro Fernandes Sampaio, a etimologia do termo "brumado" tem origem numa expressão tupi: Itimbopira (y-timbó-pyra), que significa enevoado, coberto de bruma, ou névoa. De acordo com o dicionarista Rafael Bluteau, brumado é uma variação de "bromado", este último tendo sua origem no castelhano: "broma". "Bromar" e "embromar" eram verbos do dialeto regional. Nélson de Serra, historiador mineiro, descreve "bromado" como "o que virou ogó" (mineral formado por grânulos de zirconita misturados com monazita, de uma coloração amarela semelhante à do ouro, ou pouco ouro no meio de material mineiro sem valor). Sendo assim, o topônimo Brumado teria origem nas minas dos rios de Contas e rio Brumado (antigo rio de Contas Pequeno), porque aquelas águas ficavam "bromadas" pelo metal bromo usado na mineração de ouro, ou, de acordo com o padre José Dias da Silva, por causa das brumas que cobriam as serras da região, com destaque para a serra das Éguas, que é a mais observável a partir da cidade. O nome brumado em português significa o que, ou aquilo que está com brumas, ou névoas. justificando-se por todos estes motivos —, o vice-presidente da Província da Bahia, Antônio Ladislau de Figueiredo Rocha, atendendo ao pedido do secretário de justiça do estado, Bernardino de Souza, mudou, sem consulta popular, o nome de "Bom Jesus dos Meiras" para "Brumado", no dia 23 de junho de 1931. Há desconfiança entre os historiadores, porque a mudança do topônimo ocorreu exatamente no início do mandato do líder da Revolução de 1930, Getúlio Vargas. Historiadores sugerem que a mudança tem influências políticas e não exatamente um desejo do "povo Meirense". Essa ação teria sido motivada pelo desejo de banir o sobrenome Meira do nome do município, visto que as famílias Meira e Canguçu tinham ideias liberalistas desde Exupério, importante e influente coronel e político de Bom Jesus dos Meiras, que foi filiado ao partido Liberal (PL) da época por volta de 1880.

## Pós emancipação
A antiga prefeitura de Brumado foi construída por volta de 1880 até hoje localizada na praça Capitão Francisco de Souza Meira, em frente à igreja Matriz. Perdurou até a construção do novo prédio, durante mandatos de Juracy Pires Gomes, entre 1970 e 1980, localizada na praça Coronel Zeca Leite. Também, uma nova sede da câmara de vereadores do município foi disponibilizada entre 2004 e 2005, na praça Abdias Azevedo, no bairro Norberto Marinho (ou bairro Hospital). A Câmara de Bom Jesus dos Meiras foi instituída em 13 de fevereiro de 1878, funcionando na mesma localidade que funcionava a prefeitura antiga.
Em 1935, foi criada a Comarca de Brumado, que abrangia também o município de Ituaçu, então chamado vila do Brejo Grande. Em 1936, em cumprimento da lei estadual nº 119, de 5 de novembro daquele ano, o distrito de Cristais foi adicionado ao município, e em 1937, de acordo com a divisão territorial de 31 de dezembro do mesmo ano, mais três distritos foram anexados ao território: Olhos d'Água (hoje Itaquaraí), Santa Bárbara dos Casados (hoje Ubiraçaba) e São Pedro (atual município de Aracatú). Embora este último já fizesse parte do território, apenas por formalidade política, teve que ser citado novamente como novo distrito anexado, pois na época em que fora anexado, chamava-se Gameleira dos Machado, anexado a Bom Jesus dos Meiras, mas agora foi formalizado como São Pedro e anexado a Brumado. Em 1938, em cumprimento do decreto federal nº 11 089, de 30 de novembro do referido ano, os distritos de Santa Bárbara dos Casados, Olhos d'Água e São Pedro tiveram seus topônimos mudados para Ubiraçaba, Itaquaraí e Aracatú, respectivamente. Em 1943, foi levantado o decreto-lei estadual nº 141, de 31 de dezembro, com o objetivo de mudar o nome do distrito de Cristais para Cristalândia e, finalmente, isso se concretizou em 1944 com a criação do decreto estadual nº 12 978, de 1 de junho. Sendo assim, Brumado passou a compor-se de cinco distritos. 
Em 16 de junho de 1945, Duarte Barreto de Aragão Moniz tornou-se o primeiro juiz do município, atuando no antigo fórum, localizado na Rua Dr. Mário Meira, sendo também patrono deste até 2017, quando o nome do fórum foi mudado para fórum "Juíza Leonora da Silva Abreu". A esta altura, o fórum já tinham mudado de endereço, para a rua Rio de Contas, no bairro Hospital. Em 1962, os municípios de Malhada de Pedras e Aracatu foram emancipados de Brumado. Sobre Malhada de Pedras, não se sabe por quais meios políticos veio a se tornar distrito, mas foi pela lei estadual nº1 710 de 12 de julho de 1962, que se tornou independente, e Aracatu pela lei  nº1 708, de 12 de julho de 1962.

### Evolução político-administrativa
Em se tratando de um tema recheado de detalhes, destacaremos aqui apenas os pontos e nomes principais da política brumadense, entre 1878 e 1984, período em que se encaixa a emancipação de Brumado até a Revolução de 1930, e deste para o segundo prefeito eleito por voto direto em Brumado. Estes períodos são os mais representativos e consistentes por serem encarados como o período de realizações importantes para a configuração do núcleo urbano de Brumado. Período em que o pontapé inicial que impulsionou a economia do município foi dado com a instalação das três empresas de mineração na serra das éguas (Magnesita, 1940), IBAR (1942) e Xilolite (1974), acompanhado da instalação da rede ferroviária.
A câmara de Bom Jesus dos Meiras, na sua primeira formação, apresentou nos cargos as seguintes pessoas: presidente: coronel Exupério Pinheiro Canguçu, consequentemente tornando-se o primeiro intendente); secretário: Belarmino Jacundes Lobo; procurador: Rufiniano de Moura Amorim; fiscal: Plácido Guedes d’Oliveira e porteiro: Francisco Alves Piranha. Como naquela época, o presidente do legislativo municipal, era, por direito, o chefe do executivo. Exupério Pinheiro Canguçu se tornou o primeiro intendente de Bom Jesus dos Meiras, assumindo este cargo em duas oportunidades: 1788 a 1881 e 1888 a 8 de fevereiro de 1890. Sobre as realizações de Exupério, sabe-se que ele doava terrenos para construção de casas e fazia doações para órgãos públicos de Bom Jesus dos Meiras. Era líder político de muita influência em Brumado e não só aí, mas também na região, tanto que ficou conhecido como "o barão que não foi barão". Exupério tinha muita influência política, inclusive mantendo amizades com grandes políticos da época, como Ruy Barbosa e João Lins Vieira Cansanção de Sinimbu, governador da Província da Bahia entre 1856 a 1858. Estes dirigiam-se a ele em busca de apoio político, através de cartas, como podemos ver nas epístolas seguintes, sendo uma de João Lins Vieira e a segunda de Ruy Barbosa.
Epístola de João Lins Vieira:
"Rio de Janeiro, 5 de 9bro 1860

Illmo. Sr. Commandante Superior Exuperio Pinheiro Canguçu. O Dr. Francisco Bonifacio d'Abreu, natural dessa Provinda, medico distincto nesta Corte, e pessoa muito estimavet solicita de seus Comprovincianos a honra de ser eleito Deputado a Assemblea Geral na proxima seguinte legislatura por esse districto eleitoral; julgando que em benefício de sua candidatura uma recomendação minha para V. Sa. poderia aproveitar, me pede que assim o faça, no que gustosamente me presto asseverando a V. Sa. que a eleição do Dr. Abreu é honrosa ao districto que a fiser pois assenta em uma pessoa de incontestavel merecimento e ao qual sou particularmente afeiçoado. Por tanto se poder V. Sa. favorecer a sua candidatura muito me obrigará pois sou.
De V. Sa.
amigo e obrigadíssimo"
— João Luís Vieira Cansansão de Sinimbu

Epístola de Ruy Barbosa:
"Rio, 30 de maio de 1888

Exmo. Amo. Cel. .Exuperio Pinheiro Canguçú
Não posso deixar de ser candidato por esse districto, uma vez que o partido liberal, na ultima eleição, localizou ahi o meu nome; e, sendo-o, é meu dever, e com a mais grata satisfacção o cumpro, vir entregar a minha candidatura à consideração e ao patrocinio do velho batalhador liberal cujos serviços nunca serão esquecidos por aquelles que prezam e cultivam as bôas tradições de nossa província. Eu sei que no seu espírito não esmorece a antiga chamma dos principias, a que os homens da sua elevada esphera, no meio de todos os desgostos, e apesar d'elles, não cessam de inclinar-se. A sombra desses principios é que se levanta a minha candidatura, que não parte da minha iniciativa pessoal, mas da vontade do partido e dos amigos, como o nosso Marcolino Moura. que desde 1885 localizaram nesse districto as minhas aspirações. Muito infeliz me sentirei, se não puder merecer a honra do seu apoio, que será para mim, se eu o obtiver, ou uma das maiores honras do triumpho, ou uma das mais preciosas consolações na derrota. Creia-me, sinceramente, seu amigo e cro. venerador e obrmo."
— Ruy Barbosa

Em 1930, findou-se a nomenclatura de intendente para prefeito. Neste ano, foi nomeado para o novo cargo o português José Dias Ribeiro da Silva, assumindo até 1933 e assumiu novamente de 1935 a 1937. Sua obra mais conhecida foi a construção da ponte sobre o rio do Antônio, que ligava parte do bairro São Félix ao bairro Centro. Entre 1937 e 1939 e 1943 e 1944, foi Marcolino Rizério de Moura, que foi nomeado a prefeito e em 1944 construiu o primeiro mercado municipal da cidade. Hoje, o prédio funciona como o Mercado de Artes de Brumado. Em 1948, Armindo Santos Azevedo tomou posse como o primeiro prefeito eleito por voto direto. O comerciante e pecuarista foi eleito para três mandatos: 1949 – 1952, 1957 – 1960 e 1965 – 1968. Em 1968, Juracy foi eleito com apoio de Armindo Azevedo, assumindo o cargo em 1969 até 1972; foi reeleito para os períodos de 1973 a 1976, depois para 1981 a 1984. Todos os chefes do poder executivo municipal em Brumado de 1981 até a última eleição para prefeitos dos municípios brasileiros em 2016 somam 15 intendentes e 18 prefeitos, observando que Fidelcino Augusto dos Santos foi tanto intendente como também prefeito, na transição do cargo de intendente para prefeito em 1930. Cândido da Silveira Santos foi o último intendente de Brumado, e o primeiro prefeito foi o padre José Dias da Silva. Até o ano de 2020, são 32 homens a se tornarem chefes do poder executivo brumadense.

### Símbolos municipais
Em 1972, a câmara Municipal designou a vereadora Esther Trindade Serra para discursar em homenagem aos 150 anos da Independência do Brasil. Nessa ocasião, foram criados o Brasão e a  Bandeira de Brumado, em cumprimento da resolução nº1, de 20 de abril de 1972. Sob as bênçãos do padre monsenhor Antônio da Silveira Fagundes. Foram lançados oficialmente e apresentados ao povo no dia 3 de setembro do mesmo ano. Os caracteres, o formato e a disposição dos mesmos foram confeccionados pelo frei Paulo do mosteiro da Ordem de São Bento, de Salvador, heraldista alemão radicado no Brasil. O brasão e a bandeira foram elaborados com base na história do município e suas tradições. Foi decidido, então, que o brasão seria um escudo de ouro com uma cruz vermelha, apresentando sobre si outra cruz de ouro menor, com pontas de lança e com o vazamento no mesmo formato, onde mostrava a cruz maior, a vermelha. A insígnia, no topo do escudo, são quatro torres de prata, que representam a cidade. O laço vermelho, onde o escudo se apoia, carregava o lema em latim: In omnibus Crux (Em tudo a Cruz). Os caracteres têm relação com o antigo topônimo de Brumado (Bom Jesus dos Meiras), sendo a cruz simbolizando a devoção pelo Bom Jesus; e a cor vermelha simboliza o sacrifício de sangue de Cristo. Depois de promulgado, o brasão passou a ser utilizado, obrigatoriamente, em todos os documentos oficiais do município, de acordo com a referida resolução, sendo reforçada tal afirmação através da lei municipal nº 1 509, de 6 de dezembro de 2007, criada e sancionada pelo prefeito Eduardo Vasconcelos, em consonância com a câmara de vereadores. Em 2007, em cumprimento da lei 1 510, de 6 de dezembro do mesmo ano, a frase In omnibus Crux foi substituída pela frase, também em latim, In omnibus primus, que significa "Em tudo o primeiro". A bandeira foi criada com base em alguns elementos e nas cores do brasão. Praticamente, a bandeira é o brasão sem suas insígnias e sem seu formato. Ambos os símbolos foram criados durante a gestão do prefeito Miguel Lima Dias.
Hino
Apesar de Brumado já estar emancipado desde 1877, segue sem hino oficial, apesar de alguns compositores terem apresentado quatro versões. Em 2015, o então vereador José Ribeiro, em parceria com a Academia de Letras e Artes de Brumado, cogitou promover um concurso para escolha do hino do município, o que não se concretizou.

## Evolução econômica

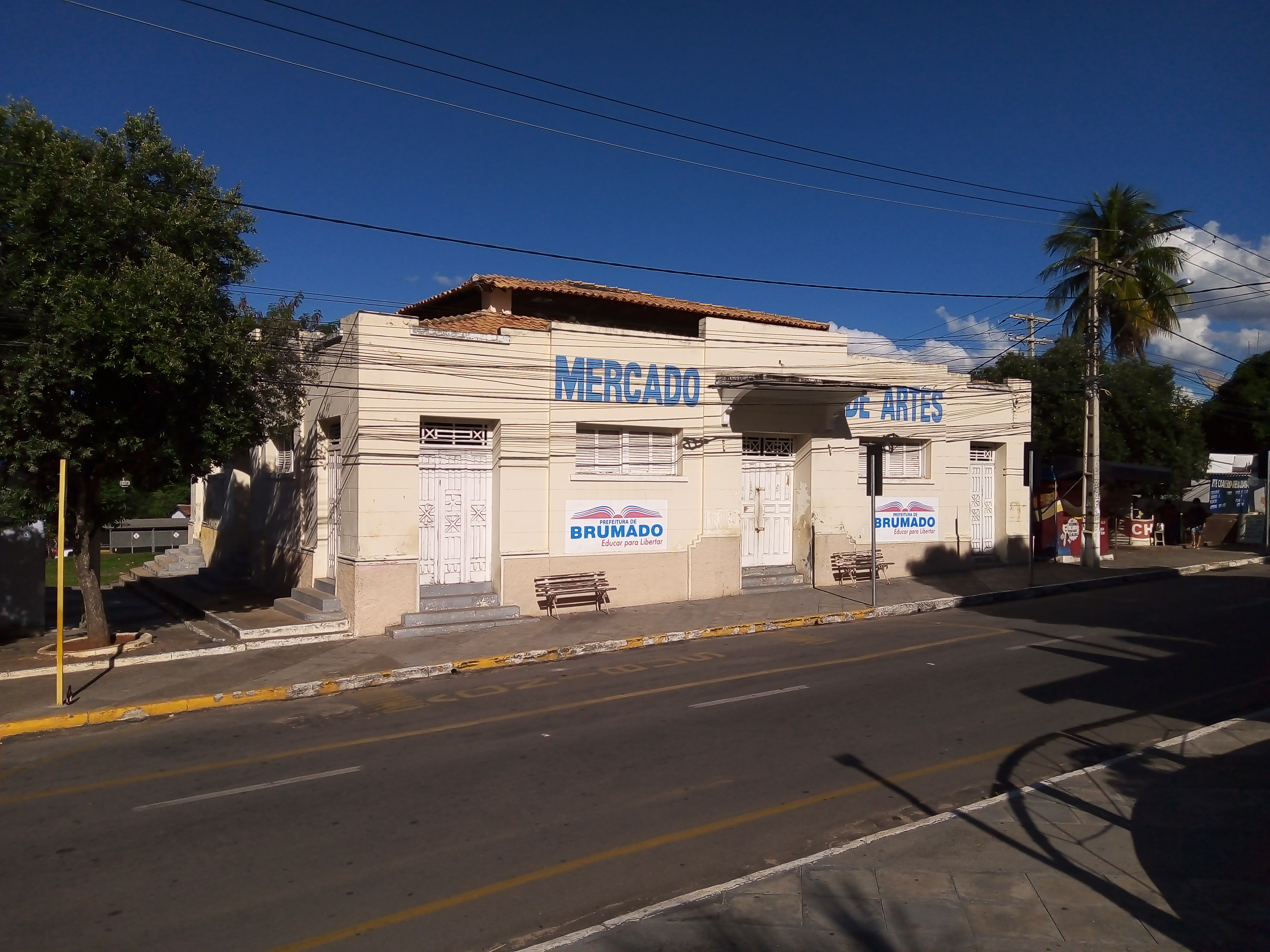
Mercado de Artes, antigo mercado Municipal

Foi depois da venda das antigas terras dos Canguçus pelos seus descendentes, em 1939 (?), que brotou a possibilidade de explorar minério em Brumado. Dois amigos franceses radicados no Brasil e um brasileiro – Georges Louis Minviele, Miguel Pierre Cahen e Paulino Chaves, respectivamente –, estavam interessados na exploração de magnesita e foram se informar no setor responsável, no Rio de Janeiro. Receberam então a informação de que havia ocorrências na serra das Éguas, em Brumado. Sendo assim, se dirigiram até o local e em suas pesquisas, descobriram que o mineral magnesita contido na serra era bem mais do que esperavam. Sem dinheiro para investir, teve apoio financeiro de Antônio Mourão Guimarães, um banqueiro, político e empresário, radicado em Minas Gerais, na cidade de Bom Sucesso. Os três empreendedores, então, voltaram ao Rio de Janeiro, na época, capital nacional, em 1939, a fim de obter a documentação necessária para exploração. Após autorização do órgão responsável, a empresa teve liberado seu funcionamento em 1940, através do decreto federal nº 6 620, de 4 de setembro do referido ano. Posteriormente, outras empresas menores (mas não menos importantes), também de mineração, como IBAR e Xilolite S.A., foram construídas na serra das Éguas. Todas interessadas em extrair magnesita e/ou talco. Foram cruciais para a evolução populacional, comercial e financeira do município.

As primeiras agências bancárias chegaram logo em 1953. A primeira foi o Banco Econômico da Bahia, em 12 de março de 1953 e a segunda foi a do Banco da Bahia, em 13 de outubro de 1954. Ressalta-se que a vinda das agências para a cidade aconteceu em função do início da exploração de magnesita, assim como também surgiu a primeira empresa de transporte coletivo sediada na cidade. Não desmerecendo as outras duas empresas que vieram depois da Magnesita, esta foi, sem sombra de dúvida, a principal responsável pela expansão econômica de Brumado, algo que veio a acontecer justamente na terceira fase da Revolução Industrial no Brasil. Época em que o Governo buscava incentivar a expansão industrial no País. Em 1939, antes mesmo da Magnesita entrar em operação, chegava a Brumado a Ferrovia Leste Brasileira, motivada pela necessidade de transportar o minério recém-descoberto para o porto de Aratu em Salvador. Assim que ficou comprovado a ocorrência das minas, o Governo mandou que construísse a ferrovia naquela região, sendo a estação inaugurada no centro da cidade em 1946, e a ferrovia entrando em operação no seguinte ano. Outra boa parte do mineral era conduzida via rodovia, por caminhões até o porto de Ilhéus. Toda a logística envolvida na construção da ferrovia e na construção da Magnesita impulsionou o comércio, fazendo com que parte da antiga fazenda Campo Seco se tornasse uma vila (hoje, bairro Vila Presidente Vargas). Trabalhadores de várias regiões da Bahia e de outros estados vieram trabalhar em Brumado, impulsionando o comércio local.

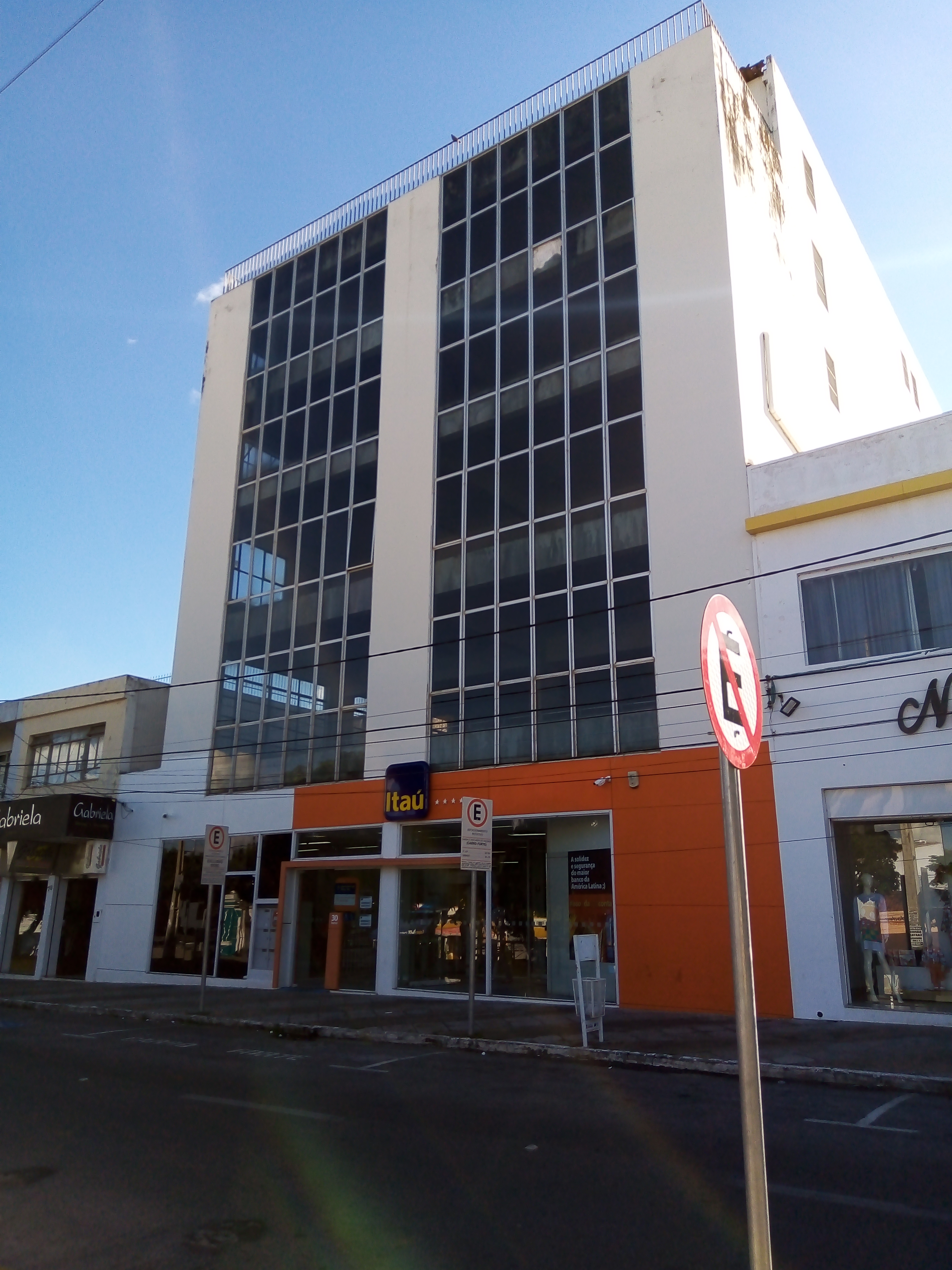
Edifício Itaú, praça Armindo Azevedo, Centro

A região que, até então, baseava a economia apenas na agropecuária deu um grande salto. Antes das instalações das mineradoras, o cultivo de algodão era o carro-chefe da economia brumadense. Entre 1930 e 1935, a produção de algodão foi tão expressiva que os agricultores tiveram que obter, ou construir, máquinas artesanais para processar o algodão, ali, no campo mesmo. Essas máquinas eram operadas por bois ou equinos (como os antigos engenhos de açúcar). Apesar do atraso tecnológico, o município conseguia se sobressair e produzia o suficiente para exportar algodão em pluma ou caroço. O transporte era feito por tração animal (asno e muares) que, em tropas, partiam para as estações de Contendas do Sincorá e Montes Claros, daí seguindo para as indústrias têxteis e de óleo vegetal, situadas em Salvador, São Paulo e Rio de Janeiro. A cidade possuía apenas uma usina industrial, mas devido ao alto potencial de produção de algodão da época, foram instaladas mais cinco usinas, totalizando seis. O cenário econômico mudaria. A partir de 1980 para frente, praticava-se altas taxas e juros, quando também, o Governo cancelou os incentivos financeiros para o plantio, cultivo e processamento do produto. Além disso, houve o ataque à lavoura de algodão pelo bicudo-do-algodoeiro, que destruiu boa parte das plantações. Nas primeiras décadas do século XIX, Brumado alcançou o posto de maior produtor de algodão do alto sertão.
Mais tarde outras agências bancárias foram chegando, como o Banco do Brasil, inaugurado por volta de 1970, após fechamento da agência do Banco da Bahia, passando a funcionar no mesmo prédio; Caixa Econômica Federal e Bradesco. Não se sabe quando o Bradesco inaugurou agência em Brumado. Sabe-se que o Banco Econômico se estabeleceu em 12 de março de 1953 e quando encerrou as atividades, a Caixa Econômica Federal passou a funcionar no mesmo prédio. A data é desconhecida. Foram inauguradas mais tarde agências do Banco Itaú Unibanco e Banco do Nordeste. O Banco do Nordeste foi inaugurado em 28 de dezembro de 2012. Não se sabe a data de inauguração do Itaú.

## Desenvolvimento logístico

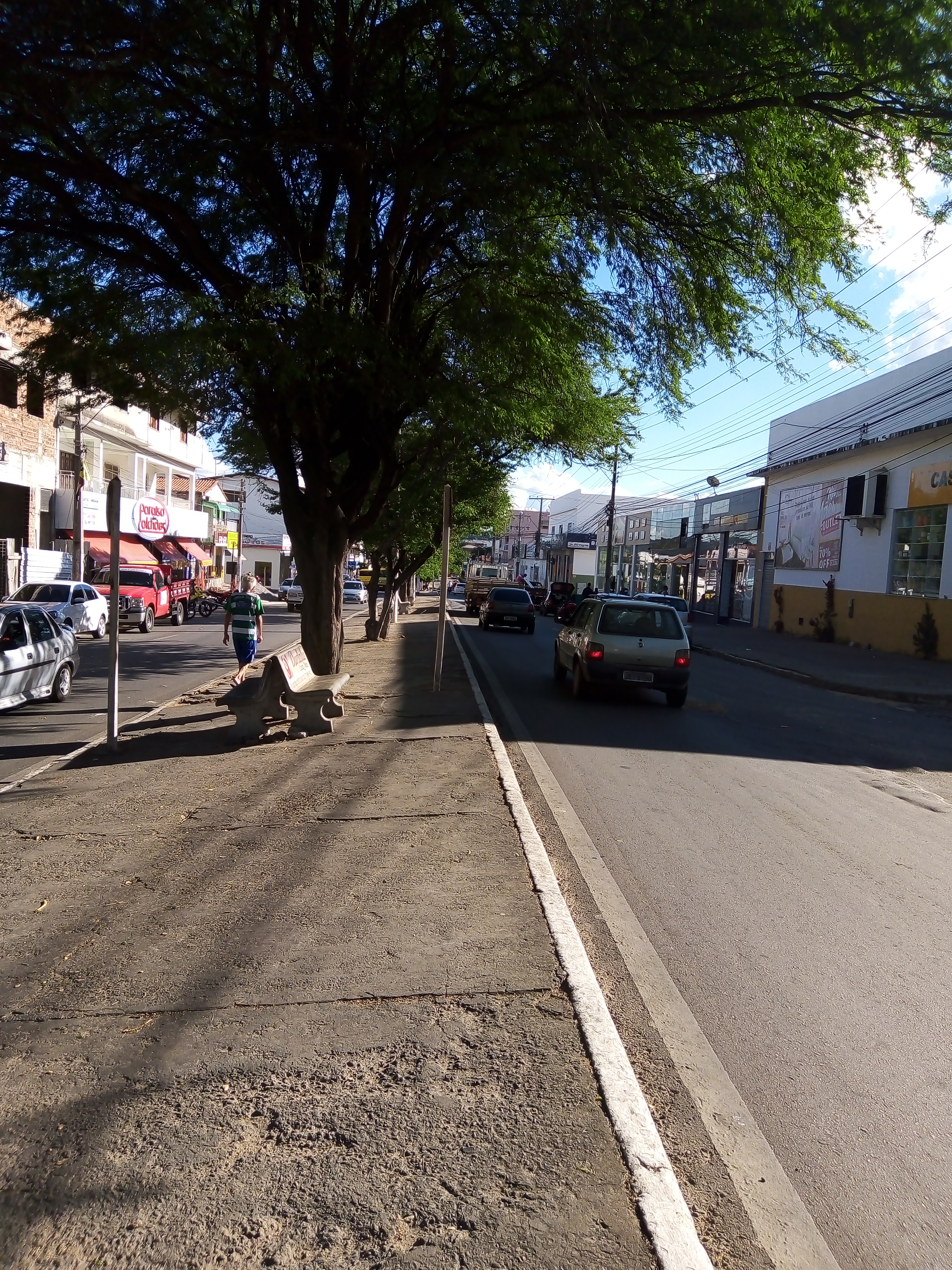
Avenida Centenário, no bairro Novo Brumado

O desenvolvimento de Brumado em cada etapa e setor tem influência da descoberta das minas, e quase sempre da empresa Magnesita, principalmente nos setores financeiro e logístico. Foi por causa da instalação da empresa que se construiu a estrada de ferro, a construção de um pequeno aeroporto, denominado eroporto Sócrates Mariani Bittencourt (Este nome é uma homenagem a um dos sócios de Mourão Guimarães no empreendimento da mineradora), apenas para aviões de pequeno porte, a fundação de uma empresa de ônibus, a Viação Catarino.  A Viação catarino foi fundada em meados de 1940, para atender a demanda de funcionários, que dependiam do transporte coletivo para chegar até a sede da empresa Magnesita. A Viação Catarino ficou a cargo de transportar (até hoje) os funcionários da Magnesita Limitada e, futuramente, da IBAR Nordeste e Xilolite S.A. visto que as empresas eram, e ainda são, localizadas longe da sede. A Viação Catarino hoje, presta também serviços de transporte circular na sede e distritos. Também por volta de 1940 chegava a ferrovia Leste para transportar o minério magnesita para Salvador, mas também passou a operar linhas de passageiros para as cidades vizinhas e também para algumas cidades de Minas Gerais, como Monte Azul e Montes Claros. Entre 1951 e 1980, pessoas iam e viam para cidades como Caculé, Contendas do Sincorá, Iaçu, Ituaçu, Tanhaçu, Monte Azul, etc. Entretanto, a partir de 1980 até 1986, as linhas de viagem foram cessadas, restando apenas os trens cargueiros que até hoje, transportam parte do minério para o porto de Aratu.
 

Em 21 de julho de 1966 foi fundada a Viação Novo Horizonte, por Edgar Abreu Magalhães. Uma empresa que surgiu do desejo de substituir os caminhões paus de arara por ônibus. Fundada na cidade de Novo Horizonte, mas transferindo sua sede para Brumado por volta de 1970, hoje, com sede em Salvador. Essa empresa passou a integrar as opções de transporte rodoviário num período em que muitos moradores do Nordeste se deslocavam para os grandes centros como Salvador e Rio de Janeiro, também São Paulo para trabalhar nas lavouras de café, mas sempre retornavam no meio do ano para rever familiares e para celebração das festas juninas e de fim de ano. Atualmente, a Viação Novo Horizonte é a principal empresa de transporte de passageiro a atuar no município, como também na região, com linhas diretas para São Paulo, Salvador, Rio de janeiro, Belo Horizonte e praticamente para toda a Bahia e o Brasil. Outras empresas atuam na realização de transporte intermunicipal e interestadual de passageiros, mas com menor participação. A empresa mantém até hoje sua subsede na avenida Coronel Santos, acesso à rodovia BA-262.

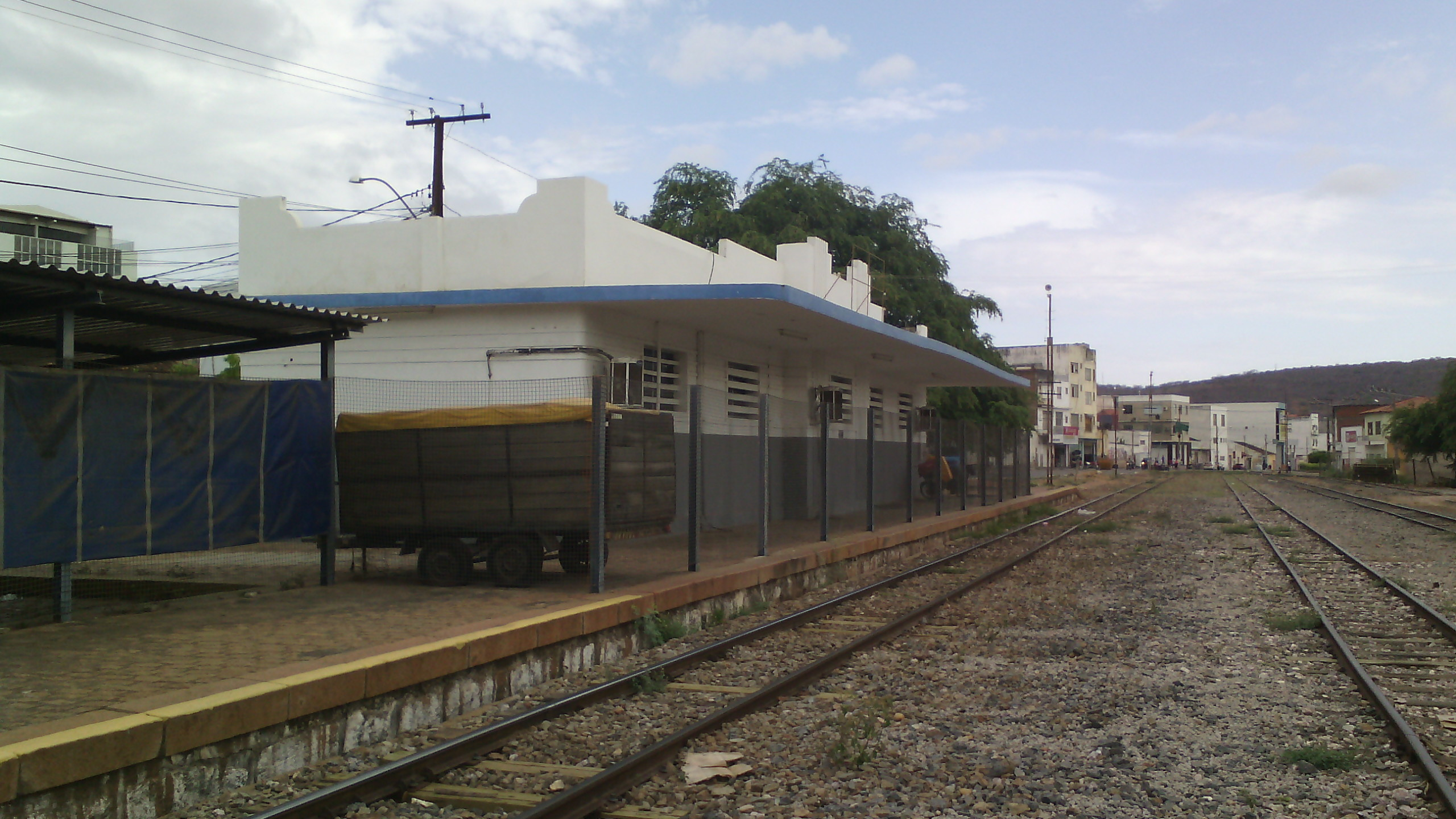
Estação de trem da RFFSA, no Centro

Apesar do avanço que pode-se dizer que foi um boom, pelas várias evidências sustentadas por inúmeras fontes, o transporte coletivo interestadual teve avanços tardios, como por exemplo o terminal rodoviário, que só foi inaugurado em 1994, no governo de Antônio Carlos Magalhães. Antes, todas as pessoas que quisessem pegar um ônibus para qualquer cidade teriam que se dirigir à garagem da Novo Horizonte. Só foi a a partir dos anos 90 que outras empresas de ônibus passaram a operar linhas para cidades mais distantes, o que até então, só era feito pela Viação Novo Horizonte. Ainda mesmo com o funcionamento do terminal rodoviário, há poucas concorrentes da Viação Novo Horizonte, muito criticada, por acreditar-se que com a falta de concorrência, os serviços são de qualidade ruim.
O desenvolvimento logístico avançou ao lado do desenvolvimento econômico. A própria Magnesita, no início de suas operações, mantinham agências bancárias dentro de seu próprio escritório, que funcionava no Centro de Brumado naquela época. O fluxo de carros pesados pelas estradas que cortavam a cidade era intenso. O escoamento de grãos da Região Oeste da Bahia e o escoamento de minério da Magnesita (a produção não era transportada apenas por trem) foi um dos fatores que contribuiu para a construção do anel rodoviário de Brumado, na BR-030.

## Infraestrutura básica

### Saúde
Nas décadas de 1940 e 1950, a personalidade de maior prestígio na saúde local foi o médico Mário Meira, natural de Brumado. Este foi o primeiro médico, de quem se tem registro, a atuar na cidade. Formou-se pela Escola de Medicina da Bahia em 1903, tornando-se depois doutor em Medicina. Enviava suas receitas para manipulação dos medicamentos prescritos, para a farmácia do coronel Zeca Leite, uma das primeiras farmácias edificadas em Brumado. Depois passou a enviar os receituários ao Sr. Nezinho, dono da farmácia M. Carvalho & Cia, também uma das primeiras farmácias construídas na localidade, tendo seu Nezinho como primeiro farmacêutico formado de Brumado, a quem Mário recorria para manipulação dos medicamentos receitados aos seus pacientes. Dr. Mário Meira atuou como médico primeiro em Ituaçu, depois em Brumado, somando 52 anos do exercício da profissão. Atuou também como educador. Nasceu em 28 de janeiro de 1880 em Brumado e morreu em 25 de abril de 1954, também em Brumado. Em sua homenagem, uma rua no Centro é denominada rua Dr. Mário Meira. Nesta rua está localizado o Arquivo Histórico Municipal (Memória de Brumado), sobrado histórico que pertencia ao tenente-coronel Amâncio da Silva Leite e doado por este, para funcionamento da primeira agência da Empresa Brasileira de Correios e Telégrafos, Correios (ECT), entre 1927 e 1964, ano em que a agência foi mudada para a casa do lado esquerdo.
Sobre Mário, escreveu Rui Santos em abril de 1954:
"Dr. Mário Meira, assim como todo clínico de interior, era para tudo. Para a febre e para a pequena cirurgia; para a mulher mãe e para o filho; para dor de olhos e para o parto. Sua morte não foi sentida somente em Brumado, onde nada se fazia sem sua palavra, sem sua audiência. Era o pai, era o amigo, era o companheiro. Chorando sua falta há pobres e remediados, pretos e brancos. Chorando-o está também esta crônica que, sendo para o interior, reflete a dor dos que fazem, no sertão, a riqueza da Bahia."
— Rui Santos

Por volta de 1970, na gestão de Juracy Pires Gomes, cidadão natural da cidade vizinha de Ituaçu, foi construído o Hospital Regional de Brumado, que depois recebeu o nome de Hospital Municipal Professor Magalhães Neto. Esse foi um o marco histórico na cidade de Brumado, por ter sido o primeiro hospital público da cidade. Está até hoje localizado na rua Rio de Contas, em um bairro conhecido como bairro do Hospital, ou bairro Jardim Brasil. Depois disso, o médico Juracy Pires Gomes ainda contribuiu com o desenvolvimento da saúde na cidade, desenvolvendo programas na área e também quando, em parceria com outros cidadãos, fundou a clínica São Lucas, vendendo sua parte anos depois. Juracy Pires Gomes ganhou até matéria na Revista Panorama da Bahia, de Feira de Santana, em destaque, a suas realizações na saúde.
Apesar de o município já ser tão antigo, emancipado em 1877, por toda análise feita e considerando a situação da saúde em outros municípios da Bahia, nota-se que mesmo tendo uma economia relativamente sólida desde a descoberta das minas de magnesita e talco, Brumado tem avanços tardios com relação à saúde, como também na educação. Prova disso é que só depois de aproximadamente 40 anos é que foram inaugurados leitos de unidades de terapia intensiva (UTI) na cidade. Leitos esses instalados na gestão do governador Rui Costa, sendo inaugurados em dezembro de 2017.

### Educação
Ao discorrer, em resumo, sobre a educação em Brumado, trata-se apenas sobre instituições públicas de ensino. Apesar de não citar entidades privadas, leva-se em consideração o avanço do ensino privado, no decorrer da história do município.
O primeiro colégio público secundário a ser construído em Brumado foi o Ginásio General Nelson de Mello, em 1958. Reunido esforços, o padre e monsenhor Antônio da Silveira Fagundes e o major Valdir Magalhães Pires, ex-combatente do Exército Brasileiro. O ginásio funcionava onde funciona atualmente uma unidade das Lojas Americanas. Atualmente dois colégios para o ensino médio, Colégio Estadual de Tempo Integral de Brumado (CETIB), Centro Estadual De Educação Profissional em Gestão e Meio Ambiente (CEEP), antigo Colégio Modelo Luís Eduardo Magalhães, inaugurado em 2000, na gestão do então governador da da Bahia, César Borges, são suficientes para a população, com aproximadamente 70 mil habitantes. Tratando apenas de colégios públicos.
Assim como a saúde, a educação também teve avanços tardios. A partir do primeiro ginásio fundado em 1956, só foi em meados do ano de 2000 que uma universidade pública veio a funcionar na cidade, em um prédio alugado, que na época era uma pousada do então prefeito da cidade, Eduardo Lima Vasconcelos, em seu primeiro mandato, entre 2005 e 2008. A Universidade do Estado da Bahia (Uneb) chegou para atender a demanda de estudantes de Letras do município e da região. O câmpus da Uneb, pelo que se percebe, só foi possível graças às mudanças do Governo Federal na educação secundária, que a partir de 2009, passou a exigir curso superior para todo corpo docente no Brasil, não mais sendo possível ensinar apenas com o curso simples de magistério. Mas a faculdade ainda usa prédios alugados. Atualmente (2020) está localizada na rua Pompílio Meira Ribeiro, no Centro, onde funcionava o antigo Shopping Ápio, de propriedade (quando comércio) do ex-Governador de Minas Gerais, natural de Brumado, Newton Cardoso. Em 2011 foi aprovado, no conselho superior do Instituto Federal da Bahia (Ifba), o curso Técnico em Mineração, uma necessidade da época que perdurou até 2012, quando se estabeleceu em Brumado o núcleo avançado do Ifba até que em 9 de maio de 2016 foi inaugurado o câmpus da instituição na cidade, localizado na avenida Lindoufo Azevedo Brito, no bairro Feliciano Pereira Santos.

## Comunicação, cultura e lazer
Em 9 de novembro de 1972 foi fundada a Telebrás no Brasil, e no ano seguinte, foi fundada a Telebahia, no dia 20 de julho de 1973, empresa responsável pelo sistema de telefonia na Bahia. A unidade da Telebahia em Brumado funcionava nas imediações da praça Senhor do Bonfim (praça do cemitério de mesmo nome). Em 1998, o governo federal privatizou a Telebrás, consequentemente privatizando a Telebahia, que passou a se chamar Telemar (atual Oi). Até 1998, tanto a Telemar (código 31, para chamada de longa distância) como Embratel (código de longa distância 21), operavam linhas em Brumado. Na verdade, eram duas concorrentes principais que operavam tanto as linhas residenciais como também as linhas públicas, os famosos orelhões. A partir de 2001 muitos orelhões (70% deles) foram desligados em todo o Brasil, devido ao início da popularização dos telefones móveis. Nesta época muita gente já tinha celulares modernos, como os de flip e os smartphones mais simples, embora muitos orelhões ainda funcionassem até depois de 2000.
Em 1959 Adalberto Prates se tornou o primeiro idealizador e editor do primeiro jornal a circular na cidade. Em 1985 foi fundado o jornal Tribuna do Sertão, por Maurício Lima Santos (1943 —1998). Considerado de muita credibilidade na região. O jornal Tribuna do Sertão é impresso e tem a versão online denominada Sertão Hoje. O Tribuna conta com nomes de destaque como colunistas, a exemplo de Luiz Carlos Borges da Silveira, Dário Teixeira Cotrim, Luciano Ribeiro, José Walter Pires, padre Ezequiel Dal Pozzo, Luiz Flávio Gomes e Gaudêncio Torquato. Porém, as edições do periódico eram impressas em preto e branco, mas por volta de 2000 chegaria um concorrente à altura: o Jornal do Sudoeste que desde o início produz suas impressões em cores, se tornando o pioneiro neste detalhe de visualização. O jornal do Sudoeste foi fundado em 1998 e já a partir de 2007 circulava em mais de 90 municípios da chapada Diamantina, Oeste e Sudoeste da Bahia, inclusive em Salvador, onde é distribuído para órgãos do governo e na Assembleia legislativa da Bahia.

Alguns processos de transformação e desenvolvimento em Brumado foram lentos ou chegaram tardiamente, como já discorrido em parte. Com respeito ao setor de comunicação não foi diferente. Muito antes da primeira rádio FM ser inaugurada, Oflávio da Silveira Torres, natural da cidade de Condeúba, chegou a Brumado, em 1945, para trabalhar na Ferrovia Leste Brasileira. Foi ele que fundou a Ponto Radiofônico de Brumado (PRVB), em 1950, uma rádio simples que era transmitida apenas em Brumado, por causa da fraca potência do transmissor. Para que as pessoas ouvissem, foi necessário instalar auto-falantes em postes dos principais pontos da pequena cidade. A rádio começava a funcionar às oito da manhã encerrava ao meio dia e retornava às 17 horas, encerrando a programação às 22 horas. A programação não era apenas musical, mas também de notícias, cobertura dos comícios e da política da época, além de serviços de utilidade pública. O primeiro locutor de Brumado foi seu José Maria, que trabalhou nesta rádio. Muito tempo depois, os brumadenses só tinham uma opção, que era ouvir a "Polisom", um tipo de divulgadora que tocava músicas, dava recado e prestava serviços de utilidade pública que mantinham algumas caixas de som instaladas nos postes no centro da cidade e nas ruas com maior fluxo de carros e transeuntes, mas não era uma rádio. 
O ex-radialista Anselmo Soares foi o locutor a comandar esse meio de comunicação durante muitos anos, entre 1980 e metade da década de 1990. Depois disso, algumas rádios piratas surgiram na cidade, como rádio Tropicalhente, Sertaneja, Tropical, etc. Todas foram fechadas em pouco tempo, custando à rádio Tropicalhente uma matéria na TV Sudoeste, denunciando o feito. Foi a partir daí que se percebeu a necessidade de se instalar uma rádio devidamente registrada na cidade. Em 28 de novembro de 1998, foi fundada a rádio rádio Alternativa (FM), pelo agente de proteção ao menor, Emanoel Araújo Lima, transmitindo na frequência 97,9 megahertz. Ideologicamente a emissora surgiu com intuito de promover os direitos dos cidadãos, segundo relata o próprio fundador. Seus fundadores doavam produtos de primeiras necessidades para as famílias menos favorecidas da cidade. A primeira equipe de jornalismo da rádio era composta por Anselmo Soares, Ubiratan Cardoso (irmão de Newton Cardoso) e Emanoel Fernandes. Uma das primeiras notícias a ser divulgada pela Alternativa foi uma denúncia sobre a administração da cidade de Caculé, que estaria prendendo água da barragem do Truvisco, evitando que chegasse a Brumado. Isso aconteceu entre 1998 e 1999, durante seca que atingiu Brumado. A equipe da rádio foi ameaçada de morte, o que não se consolidou, cabendo às autoridades acatar a denúncia, liberando a água para os brumadenses. A rádio incentivava os motociclistas a usarem capacetes, que na época era raro de se ver na cabeça de alguém. Depois dos constantes pedidos, os condutores de motos se conscientizaram, adotando a prática do uso de capacetes, consequentemente diminuindo índice de acidentes fatais por conta de traumatismos causados pela falta do uso do equipamento. 
O projeto verão light também foi um evento que durou vários anos a partir do ano 2000; o evento era realizado sempre nos quatro finais de semana entre os meses de janeiro e fevereiro. Eram realizados gincanas, espetáculos musicais e brincadeiras. Outras ações eram realizadas pela rádio. Em 2001 foi fundada a rádio Nova Vida (FM), operando em 87,9 megahertz. A rádio Nova Vida nasceu do desejo de membros da comunidade católica, que pretendiam pregar os ideais e doutrinas católicas através da mídia. Funcionou ilegalmente durante três anos, mas foi legalizada em 2 de outubro de 2001. Por volta de 1970, nos mandatos de Juracy Pires Gomes, chegavam a Brumado os primeiros sinais de televisão: TV Record e TV Globo. Atualmente todos os sinais de televisão possíveis estão presentes, a maioria com auxílio de receptores digitais e antenas parabólicas e alguns outros com auxílio de antenas VHF e UHF simples.

### Religião
No início da colonização de Brumado, os primeiros moradores da fazenda Campo Seco se reuniam para adorar e pregar em uma capela dentro do sobrado do Brejo. Os cultos eram puramente católicos e as missas eram celebradas por um padre da fazenda Bom Jesus dos Meiras. O próprio Miguel Lourenço de Almeida era católico e membro da Família do Santo Ofício, portanto, um inquisidor. Apesar de não haver relatos sobre a atuação de Lourenço sobre alguma punição realizada por ele nas terras onde viveu. Sabe-se, porém, que os membros da família Canguçu que se juntaram a Lourenço na fazenda Campo Seco eram católicos. Antônio Pinheiro Pinto reservou uma sala dentro do sobrado e a decorou como se decoravam as igrejas da época, com ouro e e objetos do gênero. De fato, era considerada uma capela, ou oratório, cuja imagem principal era a do Menino Jesus deitado num berço. Tinha todos os objetos necessários ao culto. Ali, eram realizados os cultos católicos: missas, novenas e cerimônias. A capela do sobrado se tornou a principal igreja das redondezas por mais de 100 anos, a partir de 1812, e todas as cerimônias que poderiam ser realizadas em uma igreja eram realizadas nesta capela, a qual tinha como sacerdote um padre, que embora residisse no povoado de Bom Jesus, tinha um quarto no sobrado reservado para descanso. 
Em 1815, foi iniciada a construção da capela Senhor Bom Jesus, hoje a atual igreja Matriz de Brumado. O Capitão Antônio Pinheiro Pinto ajudou cedendo mão de obra escrava, materiais de construção civil, como ripas e pregos para fixação das mesmas, também dinheiro suficiente para pagamento de 40 dias de serviço para um dos operários. Não se sabe quando a obra foi terminada. A paróquia Bom Jesus só foi reconhecida oficialmente como igreja Matriz de Bom Jesus dos Meiras, em 13 de fevereiro de 1878, quando Ladislau de Figueiredo Rocha, Vice-Presidente da Província da Bahia, após decreto da Assembleia Legislativa da Bahia, sancionou a lei que autorizava a transformação da capela em igreja Matriz de Brumado. Está localizada em uma praça que recebeu o nome de praça Capitão Francisco de Souza Meira, em homenagem a um dos primeiros habitantes da atual Brumado. 
Entre as personalidades históricas para a religião católica em Brumado está o padre e monsenhor Antônio da Silveira Fagundes, pároco da igreja Matriz de Brumado por 63 anos. Natural de São Felipe, nasceu em 21 de maio de 1915. Ele assumiu a paróquia de Brumado em 18 de agosto de 1939. Por estar à frente da igreja durante tanto tempo e por ter realizado tantos batizados e casamentos, ficou na memória dos fiéis católicos brumadenses. Para a religião espírita surgiu um nome importante em 1954: Albertino Marques Barreto. Ele fundou, em parceria com seus confrades, membros da Sociedade Espírita Brumadense, o primeiro centro espírita de que se tem registro em Brumado, denominado Centro Espírita Fraternidade (CEF), em 31 de janeiro de 1954. Albertino Nasceu em 1902 nas fronteiras entre Bolívia e Paraguai e morreu em 1983. Ele utilizava de suas filosofias espíritas para educar seus seguidores a se tornarem homens 'livres da ignorância', conseguindo, assim, cativar pessoas a ponto de se tornar vereador, sindicalista e líder nos eventos de futebol, quando se tornara presidente da Liga Brumadense de Futebol. O centro foi fundado na rua Allan Kardec que ganhou este nome justamente em homenagem à instituição.

### Cinema
O cinema foi por muito tempo uma das maiores opções de lazer e diversão no Brasil e em muitos países durante anos, mas o surgimento de novas tecnologias, como os Digital Versatile Disc (DVDs) e as televisões de tela de plasma botou um freio no sucesso das salas de cinema. As TVs evoluíram em todos os recursos, em resolução, em sistema de imagem (preto e branco para cores), a partir de 1950; e a partir de 1980, os controles remotos evoluíram, contendo botões para comandos mais complexos. No Brasil, as telas de plasma passaram a ganhar espaço a partir de 1994, mas foi no ano seguinte que começaram a se popularizar. Na década de 2000, chega a tecnologia liquid crystal display — em português, ao pé da letra, significa "exibição em cristal líquido", transcrito como "display de cristal líquido" (LCD) —, TV com melhor nível de imagem vista até ser apresentada a tecnologia de imagem FULL HD (alta definição). Todas essas tecnologias contribuíram ainda mais para que as pessoas frequentassem os cinemas cada vez menos.
Em Brumado não foi diferente. Na década de 1980, as mídias mais modernas, como videocassete, estavam em franca expansão. Todas essas tendências caminharam juntas, conforme as mudanças tecnológicas nas opções de lazer audiovisual em todo o país. Foi uma época de prejuízos para indústria cinematográfica de boa parte do Brasil e do mundo (exceto nos Estados Unidos), por conta do surgimento de material audiovisual oferecido por redes de televisão a cabo. Em Brumado, a primeira sala de cinema a ser inaugurada foi o Cine Cairu, com 203 cadeiras, em 1950, de propriedade de Oflávio Torres. O nome foi inspirado na praça Cairu, de Salvador. O transmissor era de apenas 16 milímetros, assim como a fita, mas naquela época, já havia no Brasil transmissores de 70 milímetros. Isso fez as pessoas criticarem a imagem dos filmes exibidos no Cairu. A sala foi fechada anos depois; mas no dia 23 de dezembro de 1964, foi fundada o Cine Teatro Fátima, que por volta de 1980, teve o nome mudado para Cine Teatro Regina. Seu fundador foi José de Souza Ribeiro, o "seu Zuzu". Este espaço não foi apenas um cinema, mas uma espécie de clube, onde eram realizadas as mais diversas apresentações, como espetáculos musicais, shows amadores, aniversários, etc. Uma boate foi construída de um lado e um bar do outro. Em 1988 o cinema foi fechado, por conta do aumento dos impostos e a concorrência com a televisão. O primeiro filme a ser exibido no Cine Teatro Fátima foi Ursus na Terra do Fogo. Em 2004 fo inaugurado o Cine Sophiplex, com duas salas modernas, com poltronas acolchoadas, o que não tinha no Cine Teatro Fátima; sendo os filmes exibidos em uma tela de 10 m de altura por 4,5 m de comprimento. Porém, em 1998 foi fechado, devido à concorrência com as TVs de tela de plasma, que além de muito modernas para a época, eram também grandes. Em 6 de abril de 2019, o espaço onde funcionava o Cine Sophiplex foi reaberto, inaugurando o Cinemas Premier, com a exibição do filme Captain Marvel. As duas salas possuindo telas 3D de 10 m de altura por 4,5 m de comprimento.

### Carnaval
A Bahia é um dos principais destinos no mês de fevereiro, por dois motivos: o verão e o carnaval; apesar de Salvador já ser um polo turístico, no citado mês, o fluxo se intensifica, pois o carnaval de Salvador é considerado um dos maiores do país. Além da capital, outras cidades também se consagram (ou se consagraram) no estado pela realização das festas de carnaval, entre elas, Brumado.
Em 1926 chegou um automóvel semelhante a um pequeno ônibus conhecido como "marinete" e pertencia ao padre José Dias. Este, juntamente com Armindo Azevedo organizou um grupo de músicos para tocar marchinhas na praça Coronel Fidelcino Santos (hoje praça Armindo Azevedo), onde juntavam os foliões que pulavam atrás e em volta do automóvel, ao som das marchinhas tocadas pelos músicos em cima da marinete. Este evento ficou conhecido como o "despertar do carnaval" em Brumado. Mas foi em 1949 que uma festa realizada pelo cidadão Oflávio Torres, em parceria com Francisco Ramos da Silva (dono da banda Lira) organizaram uma festa que, de fato, caracterizou carnaval. Isso porque os foliões se vestiram com fantasias e máscaras, utilizando serpentina e lança-perfume (naquela época não era proibido o uso do lança-perfume). A atração da festa foi uma alegoria montada em cima de um caminhão. A alegoria era uma prancha equipada com uma chaminé que quando acionada expelia talco em pó, simbolizando fumaça. Este conjunto de aparatos, por sua vez simbolizava um navio. Os carnavais antigos em Brumado eram realizados nas praças da Estação, praça Coronel Fidelcino Santos e avenida Exupério Pinheiro Canguçu, que na época era apelidada de rua do Asfalto. Na rua da Estação encerrava-se o desfile. Ainda era realizado um carnaval à parte, onde as moças prostitutas, conhecidas naquela época como mulheres da vida, por serem vítimas de preconceito, curtiam o carnaval em um cabaré, situado na rua da Gameleira, no bairro São Félix. Em 1951 foi inaugurado o Clube Social de Brumado, e as pessoas que se consideravam da "elite", passaram a brincar o carnaval no novo espaço fechado.
A partir de 1955, o carnaval começou a se modernizar e as músicas eram executadas por músicos e instrumentos mais modernos (para a época), como bateria e órgão eletrônico. José Primo, conhecido como "Zé Primo", uma das principais personalidades relacionadas ao carnaval, foi quem trouxe o primeiro órgão para Brumado. Aquele instrumento musical era uma novidade na época. Foi uma personalidade importante para o carnaval da cidade, pois fundou várias bandas que passaram a integrar à folia, como Os Zorbas, banda que foi sucedida pelo Super Som 100. Ainda sob a sua iniciativa, surgiram as bandas Nova Geração e ZP5. O primeiro carnaval quando se elegeu uma Rainha do Carnaval, aconteceu em 1959, no Clube Social de Brumado.
O carnaval de brumado teve de tudo que se pode ter, exceto escolas de samba. Teve as famosas caretas (pessoas usando máscaras comuns ou de terror), blocos, mulheres fantasiadas, pessoas caracterizadas como animais: ursos, gatos e tudo que se podia imaginar. Neste particular, os foliões brincavam imitando as vozes dos animais. Eram distribuídos prêmios àqueles que mais se pareciam com o animal ao qual representava e imitava sua voz.
1977 foi o ano em que o carnaval de Brumado teve sua data mudada para 11 de junho (apenas naquele ano), e a a partir daí, definitivamente, tomou formas de carnaval baiano, pois, pela primeira vez, rodou na cidade um trio elétrico no formato moderno e estilizado, o Tapajós. Esse evento foi batizado de "Micaretão 100", uma homenagem aos 100 anos de emancipação política de Brumado. As festas de carnaval em Brumado foram realizadas quase todos os anos até 1997. Em 1978 um grupo de jovens carnavalescos fundou o bloco Germes da Era. Os integrantes vestiam "mortalhas" (vestuário típico de bloco de carnaval da Bahia na época) nas cores vermelho e branco. Inicialmente se apresentava no clube social. O Germes da Era tornou-se o primeiro bloco carnavalesco de rua em Brumado, apesar de existirem outros blocos, como Geração 80 e Nem é Mé, estes só se apresentavam em espaços fechados. Até 1980 o carnaval de rua era realizado até à meia noite, depois as pessoas, se assim desejassem, se dirigiam para o clube social. Na década de 1990, foi fundado um bloco infantil denominado Baby Germes, associado ao Germes da Era. 
Vários outros blocos de rua passaram a compor o evento, como Queixões, Pirata, Mordomia e Gata Preta, mas os maiores destaques foram mesmo os blocos Germes da Era, Explosão e Tô Legal. Os blocos Explosão e Tô Legal foram fundados na década de 1990. Antes disso, a partir de 1981, o carnaval de Brumado passou a ser reconhecido por muitas cidades da Bahia, por suas atrações e blocos. Foi quando surgiram bandas como Magnatas e Vírus; Nova Era e Brisa, esta última fundada por José Primo. A partir de 1989 os trios eram maiores e mais modernos, eram cinco ou quatro, além dos palcos; as bandas eram mais sofisticadas, tocando instrumentos mais robustos e em maior quantidade. Foi a partir daí que pessoas de outras partes do País notaram o carnaval de Brumado, o qual passou a ser prestigiado todos os anos por pessoas de várias cidades da Bahia e de outros estados. A partir de 1995 bandas de Salvador passaram a participar do evento. Em 1998 houve uma seca muito sentida e, a partir daí, o carnaval perdeu força e passou a ser realizado vez por outra. O último carnaval realizado com presença de trios foi em 2024.

### Festas juninas
As festas juninas no Brasil têm como maior referência a região Nordeste do Brasil. Todos os estados comemoram as tradicionais festas de São João, Santo Antônio e São Pedro. Em Brumado as festas juninas sempre tiveram espaço na cultura local. Até os anos 80 eram realizadas festas na praça coronel Zeca Leite (praça da Prefeitura). Artistas e bandas de forró como Genival Lacerda, Sandro Becker, Clemilda e bandas locais, como Magnatas e Nova Era, animavam a folia junina; mas antes do início das festas, muitas pessoas comemoravam em suas casas com os amigos e familiares, ao som de forró; bebendo licor, quentão, vinho, batida, cachaça, refrigerante e outras bebidas; comendo bolos, biscoitos avoadores (um tipo de biscoito de polvilho azedo, típico do Nordeste), canjica, amendoim (cozido ou torrado) e assados (de porco, frango, carneiro e outros). As pessoas que visitavam as casas proferiam a famosa e tradicional pergunta: "São João passou aqui?"  Em praticamente todas as casas tinham uma fogueira acesa, em homenagem a São João. As ruas eram enfeitadas com bandeirolas e palhas de coqueiro, e também eram utilizados fogos de artifícios dos mais variados; era um verdadeiro "arraiá" (como se diz no Nordeste, referindo-se aos lugares onde são comemoradas as festas juninas). Na segunda metade da década de 90, as festas na praça não eram mais realizadas, e a partir daí, as casas e as ruas ficaram mais animadas, mas por volta do ano 2000, o São João perdeu força por dois motivos: muitas pessoas abandonaram a tradição, por se tornarem evangélicas e o índice de criminalidade começava a aumentar. Sendo assim, o número de fogueiras diminuiu, e com o aumento da violência, os brumadenses temiam a realização de festas em suas casas; mas embora não seja tão tradicional como antes, o São João ainda é uma das festas populares mais esperadas pelos habitantes. Ainda se faz algumas fogueiras, ainda se solta fogos de artifícios, ainda comem e bebem, algumas ruas ainda são enfeitadas, mesmo que com menos pompa daquela época. Atualmente, tudo é em menor grau.
O Santo Antônio é pouco lembrado na cidade, mas o São Pedro vem ganhando força, desde o ano 2000. As comemorações dedicadas ao santo são realizadas no bairro Olhos d’Água, na praça Donatila Meira. Não têm as mesmas configurações do São João, mas é uma das opções mais procuradas pelos brumadenses e pessoas das cidades da região. Muitos forrozeiros se deslocam de outras cidades para comemorar o São Pedro em Brumado.

## Fatos gerais
Quando se discorre sobre toda a história de Brumado, há que se analisar sua base de desenvolvimento em relação ao progresso, propriamente dito, desde os primórdios de sua existência, pois todo a alarde em torno da descoberta das minas de magnesita contrasta com os fatos ocorridos de lá para cá. Nota-se um progresso muito lento no que diz respeito a dois setores principais: saúde e educação; passando por fora a cultura histórica. Tanto na educação como na saúde pública o processo é lento, como já vistos nos tópicos referentes a esses fatores. Em junho de 2018 o, então prefeito Eduardo Vasconcelos fez um desabafo em que acusava a falta de representatividade política pelo atraso no desenvolvimento do município, citando o exemplo da cidade de Guanambi, que se emancipou apenas três anos depois de Brumado, mas conseguiu avanços consideráveis, tanto na saúde como na educação, atraindo mais moradores. Segundo ele, 'o município poderia estar bem à frente de Guanambi, se não fosse a falta de forças políticas'. Ainda segundo Eduardo, 'Brumado ainda estaria praticando a "política do velho coronelismo"'.
Do ponto de vista econômico, constata-se um detalhe importante: o produto interno bruto (PIB) de Brumado é maior do que o de Guanambi, o que, pela lógica, esses recursos financeiros de Brumado seriam convertidos de maneira mais consistente. Fato é que cidades da região Sudoeste da Bahia, como a já citada Guanambi, obtiveram resultados melhores em todos os sentidos, se desenvolveram mais. O município de Itapetinga é outro exemplo. Só foi emancipado do de Vitória da Conquista, também no Sudoeste, em 1952, e, apesar de seu PIB ser, também, menor do que o de Brumado, tem se mostrado mais progressista, pelo menos no que diz respeito à educação. A cidade já possui um câmpus de uma universidade pública, com sede própria desde 1980, em contraste, Brumado só veio a ser agraciado com um câmpus da Uneb em meados de 2000. Por outro lado, os leitos de unidade de terapia intensiva (UTI) do Hospital Regional de Guanambi foram inaugurados na segunda metade da década de 2000 (quando recebeu configuração de hospital regional) apenas 2 anos (aproximadamente) após sua inauguração; ao passo que os leitos de UTIs do de Brumado, apenas em 2017, quase 50 anos após sua inauguração, (como hospital regional). Além do mais, como já salientado, o hospital de Guanambi tem status de "hospital regional", pelos procedimentos realizados e pela quantidade de pacientes que o utilizam, ao passo que o hospital de Brumado tem status apenas de "municipal".
Mais recentemente, no mesmo ano em que se inauguravam as UTIs em Brumado, em 2017, em Guanambi, em 24 de novembro do mesmo ano, era inaugurada uma policlínica estadual para realização de exames de alta complexidade. Este mesmo projeto foi elaborado para Brumado, mas após o governo estadual ter inaugurado 12 unidades do complexo de saúde, sendo o 12ª em 2019, na cidade de Jacobina, a imprensa local ainda noticiava, no referido ano, a policlínica de Brumado, como "um sonho". Finalmente em 13 de março de 2020, a autorização para construção da policlínica da cidade foi assinada, durante visita do então Governador da Bahia, Rui Costa, fato acontecido em um ano de incertezas econômicas para o Brasil, por conta da pandemia da Covid 19, doença causada pelo novo Coronavírus. Por fim, a inauguração da policlínica aconteceu em 5 de julho de 2021

### Realidade e ficção
Pelo conto épico e fictício do desbravamento das antigas terras por Francisco de Souza Meira, pelo alarde real e notável que se fez em torno da descoberta das minas de Magnesita e pelos romances e histórias produzidas por tantos escritores; por livros de história escritos de forma fiel por Licurgo Santos Filho e Pedro Calmon — uma mistura de realidade e ficção — deu a Brumado a certeza de sua importância cultural na Bahia e no Brasil. Isto está desprezado desde a destruição das ruínas do Sobrado do Brejo (um casarão construído entre 1808 e 1812), pela empresa Magnesita Limitada (hoje, RHI Magnesita), por volta de 1940, quando tomaram posse de parte das antigas terras que hoje compõem Brumado — a fazenda Campo Seco. São centenas de anos da história da cidade que foram destruídas, ato este criticado por muitos brumadenses, que solicita à Magnesita a reconstrução do Sobrado do Brejo em seus moldes originais, objeto que deveria estar no domínio público, segundo os brumadenses. A antiga Magnesita Limitada, que tanto contribuiu para a economia local, destruiu o que sobrou da antiga residência de Lourenço de Almeida e da família Pinto, o que muita gente considera o maior símbolo histórico de Brumado, conhecido hoje apenas pelas fotos e pinturas. O único legado que sobrou dos velhos Canguçus foi um casarão, conhecido pela população como fazenda Condado, também no território da RHI. Este também já estaria jogado ao descaso pela empresa (segundo um membro da academia de letras da cidade), já despertando as reivindicações de personalidades locais para abertura do casarão ao público.
Lutas entre famílias
Entre 1844 e 1847, houve uma luta severa: família Canguçu contra a família Castro, que aliou-se aos  Mouras (os Mouras tinham parentesco com os Canguçus) e aos Medrados, famílias que odiavam os Canguçus. As lutas ocorreriam por causa de uma moça: Pórcia, tia do poeta Castro Alves (este ainda não era nascido), por parte da família materna. Ela e a tia desta se hospedaram no Sobrado do Brejo, quando passavam por Bom Jesus, vindas da fazenda Cajueiro. Leolino Pinheiro Canguçu apaixonou-se pela moça, aproximou-se dela, seduzindo-a e mantendo a mesma tomada por sequestro durante três semanas, ressalta-se que a hospedagem duraria apenas cinco dias. O rapto teve início em 24 ou 25 de novembro de 1844, findando em 16 de dezembro do mesmo ano, quando dois dos "cabras" dos Castros, Tanajura e Clemente e outros — aproveitando-se da ausência de Leolino e Exupério —, de posse de clavinotes, saltaram sobre os vigias do Brejo e atacaram o sobrado, adentrando neste e retomando Pórcia, voltando para Curralinho, atual cidade Castro Alves. O orgulho dos Canguçus despertou nestes ódio e sede de vingança. As lutas seguiram entre os Canguçus e Castros e aliados a ponto de acontecer outro assalto ao Sobrado do Brejo. Desta vez, Exupério resistiu fortemente. Depois do segundo assalto, Leolino foi até a imprensa, em 15 de março de 1845, e concedeu uma entrevista ao jornal baiano Caramurus, negando o rapto de Pórcia. No mesmo ano, em 4 de junho, ele retornou ao jornal e narrou todo o ocorrido. Depois deste acontecimento, Exupério registrou queixa no fórum competente. Pórcia se casou mais tarde e viveu honrada e retraídamente. Leolino nasceu em Bom Jesus em 1826, casou-se com Rita Angélica de Rosa Meira e morreu assassinado em Minas Gerais em 1850, em consequencia da luta que se seguiu ao rápto de Pórcia que ficou conhecida nos livros de Romance e de História como "Helena do Sertão", ou "Helena Sertaneja".
Essa história aguçou a imaginação de Afrânio Peixoto (Sinhazinha, 1929), Jorge Amado (ABC de Castro Alves, 1941) e Mário Rizério Leite (Poeira no ar, 1955) entre outros. Estes são romances baseados na história de Leolino e Pórcia, porém, mistura realidade e ficção fantasiosa; ao passo que tanto Licurgo Santos Filho, em Uma Comundade Rural do Brasil Antigo, como também Pedro Calmon, em História de Castro Alves, se dedicaram à história real, baseados em documentos oficiais da Família Canguçu registrados ao longo da sua existência na fazenda Campo Seco, e outros documentos forenses e recortes de jornal da época.